# Küsnacht
Küsnacht (zürichdeutsch Chüsnacht [ˈxʏsnaxt], Chüsnecht [ˈxʏsnəxt]) ist eine politische Gemeinde im Schweizer Kanton Zürich. Sie liegt am östlichen Zürichseeufer – der sogenannten Goldküste – im Bezirk Meilen und ist nicht zu verwechseln mit der Schwyzer Gemeinde Küssnacht am Fusse der Rigi.
2006 wurde Küsnacht in einem Städterating der Zeitschrift Bilanz als «lebenswerteste Stadt der Schweiz» eingestuft.

## Geographie
Zu Küsnacht gehören neben dem Küsnachter Dorfzentrum die am Zürichsee gelegenen Ortsteile Goldbach im Norden und Heslibach im Süden. An die Gemeinde Zumikon grenzt das höher gelegene Quartier Itschnach (Mundartname Itschne). Am oberen Lauf des Küsnachter Dorfbaches liegen die Küsnachter Weiler und Höfe Küsnachter Berg, Schmalzgrueb, Limberg, Wiserholz, Hohrüti, Wangen, Chaltenstein (Kaltenstein) und die Siedlung Forch. Nachbargemeinden neben Zumikon sind Zollikon im Norden, Erlenbach und Herrliberg im Süden sowie Maur im Osten.
Die Gemeinde hat eine Fläche von 1236 ha, davon sind 28 % Wald, 35 % Acker und Wiesen sowie 24 % Hofraum und Garten.

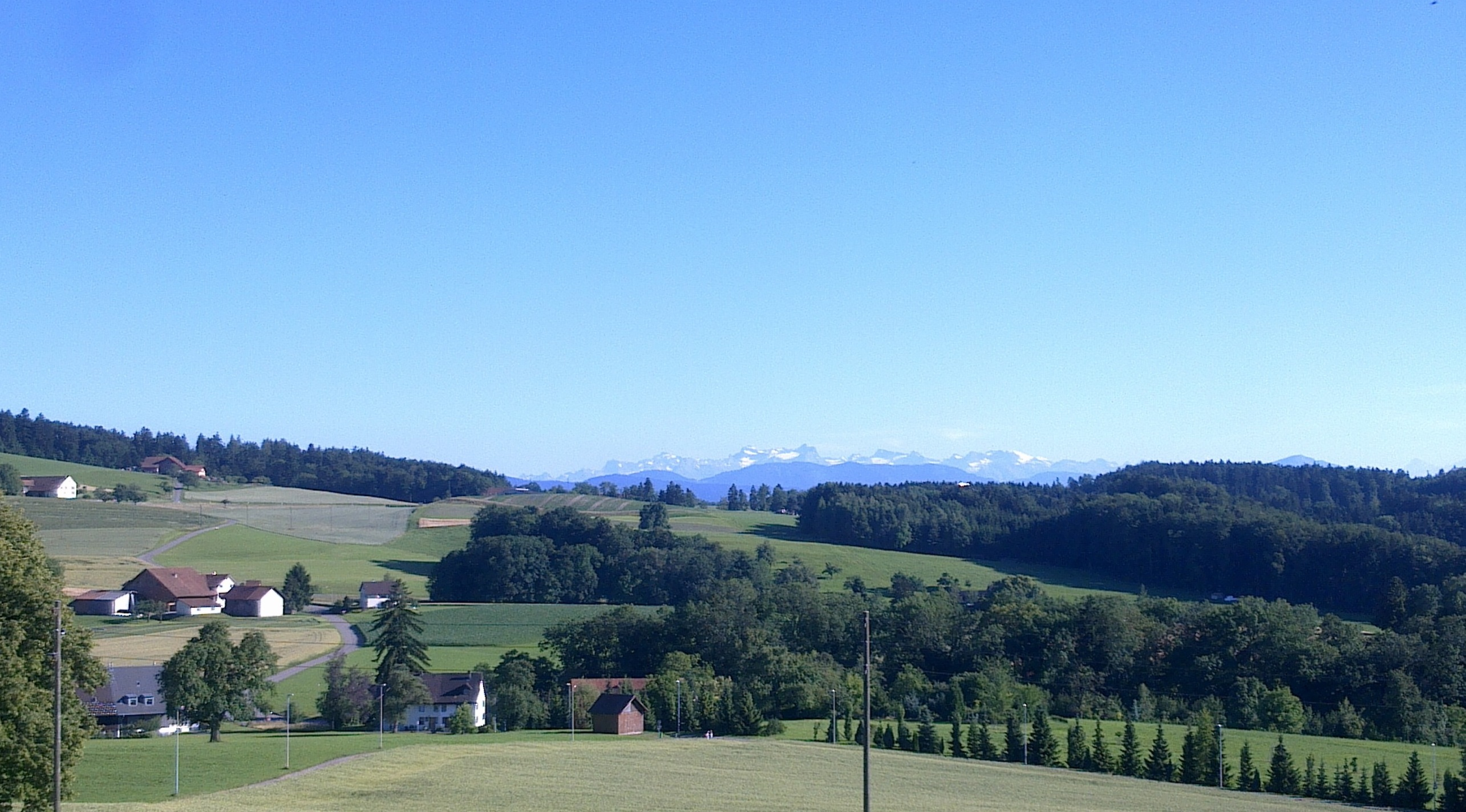
Blick von der Neuen Forch über den Küsnachterberg
Luftbild von 1919, aufgenommen aus 200 Metern Höhe von Walter Mittelholzer

## Geschichte
Die ersten Spuren einer Besiedlung stammen von Seeufersiedlungen aus der Jungsteinzeit (4500 bis 2300 v. Chr.) im Heslibacher «Hörnli». Im Küsnachter Tobel beim Hügel der Ruine Wulp fand man Überreste aus der späteren Bronzezeit (2300 bis 800 v. Chr.). 1978 stiess man auf der Küsnachter Allmend auf ausgedehnte Reste eines Gutshofs, dessen mutmasslicher lateinischer Name fundus Cossiniacus «Landgut des Cossinius» die Grundlage des heutigen Ortsnamens sein dürfte. Dieser Name wurde bei den im Frühmittelalter eingewanderten Alemannen zu Chussennacho und wurde in dieser Form erstmals 1188 in einer päpstlichen Urkunde schriftlich festgehalten. 2018 wurde unter dem Singsaal der Kantonsschule Küsnacht ein Gräberfeld aus dem 9. bis 11. Jahrhundert entdeckt. Am Standort der 1188 erstmals urkundlich bezeugten Kirche stand demnach schon Jahrhunderte früher ein Vorgängerbau.
Im Hochmittelalter (950 bis 1250 n. Chr.) wurden die Herrschaftsrechte von den Freiherren von Regensberg ausgeübt, deren Dienstleute ihren Sitz auf der Burg Wulp hatten. Im 14. Jahrhundert verkauften die Regensberger die Herrschaft Küsnacht an das Rittergeschlecht der Mülner, die als Dienstleute der Fraumünsterabtei in den Adelsstand aufgestiegen waren. Ebenfalls im 14. Jahrhundert errichtete der Ritterorden der Johanniter bei der St. Georgskirche ihren Verwaltungsbezirk, die Komturei Küsnacht. Der letzte Komtur Konrad Schmid, der 1520 eingesetzt wurde und 1522 bis 1524 die Reformation durchsetzte, fiel 1531 als Gefährte von Ulrich Zwingli in der Schlacht bei Kappel. 1384 verkaufte Ritter Götz III. Mülner die Vogtei über Küsnacht und Goldbach für 400 Gulden an die Stadt Zürich. Damit wurde Küsnacht Teil der Obervogtei Küsnacht, die durch zwei dem Zürcher Rat angehörende Obervögte verwaltet wurde. Diese Zugehörigkeit bestand bis 1798.
Seit dem 12. Jahrhundert ist Küsnacht als eines der grössten und wichtigsten Rebgebiete am Zürichsee belegt. Die Küsnachter Reben erstreckten sich bis Anfang 20. Jahrhundert vom Goldbach über Kusen, Wangensbach, Obere Schiedhalde bis in den Heslibach. Haupterwerbsquelle der Bevölkerung waren Weinbau und Landwirtschaft mit dem dazugehörigen handwerklichen Gewerbe. Der erste Nachweis des bedeutenden Weinbergs im Wangensbach stammt aus dem Jahr 1284 und ist somit älter als der Bundesbrief.
Ein Münzfund von 1974 (Restaurierung 1977–1979) im Küsnachter Seehof enthielt kleinformatige Zürcher Münzen aus dem 17. bis 19. Jahrhundert. Ein zweites Konvolut enthielt Bundesmünzen des 19. und 20. Jahrhunderts. Somit umfassen die Funde den gesamten Kleingeldumlauf auf der Landschaft im 17. und 18. Jahrhundert und decken das Währungsgebiet in den Grenzen des Standes Zürich ab, dessen Geld auch in westlichen Teilen St. Gallens und dem östlich Aargau galt.
Um 1624 führte Beat Werdmüller, Erbauer des Schlosses im Wangensbach sowie Besitzer der dortigen Reben, Wäldchen und Landwirtschaft, die Produktion von Seide ein. Im 19. Jahrhundert siedelten sich kleinere Industriebetriebe in Küsnacht an. Aus einer 1868 gegründeten Seidenhanddruckerei ging die spätere Firma Terlinden & Co. hervor. Geselliger Mittelpunkt war der Gasthof Sonne, seit 1711 im Besitz der Küsnachter Familie Guggenbühl, zu dem Reben und eine ausgedehnte Landwirtschaft gehörten. Das Lokal, für das unter dem Sonnenwirt Eduard Guggenbühl-Brunner der erste private Dampfschiffsteg gebaut wurde, diente der Küsnachter Bevölkerung für Vereinsanlässe und Familienfeste und zog berühmte Gäste aus aller Welt an.
Küsnachter Überschwemmung 1778: In den Abendstunden des 8. Juli 1778 ging ein heftiges Gewitter über Küsnacht nieder. Aus dem Küsnachter Tobel ergossen sich gewaltige Wassermassen über den Ort. Die Flut zerstörte zahlreiche Gebäude und Brücken. 63 Menschen kamen ums Leben.
1830 entstand das Küsnachter Memorial, eine liberale Streitschrift, in der eine neue Kantonsverfassung mit gleichen Rechten für Stadt und Land gefordert wurde. Zu den Autoren gehörten der deutsche Pädagoge Ludwig Snell sowie die Küsnachter Bürger Heinrich Streuli und Rudolf Brunner.
Nicht zuletzt aufgrund dieser liberalen Gesinnung wurde 1832 mit dem Zürcher Lehrerseminar das erste staatliche Lehrerseminar der Schweiz unter Ignaz Thomas Scherr im Seehof (heute C. G. Jung-Institut) eröffnet. Der erste zweijährige Ausbildungskurs wurde von 35 angehenden Lehrern besucht. Bekannte einstige Seminaristen sind nebst anderen die Schweizer Schriftsteller Ernst Kappeler, Jakob Bosshart und Albin Zollinger. Aus dem Seminar entwickelte sich im letzten Viertel des 20. Jahrhunderts die heutige Kantonsschule Küsnacht (Namensänderung 1983).

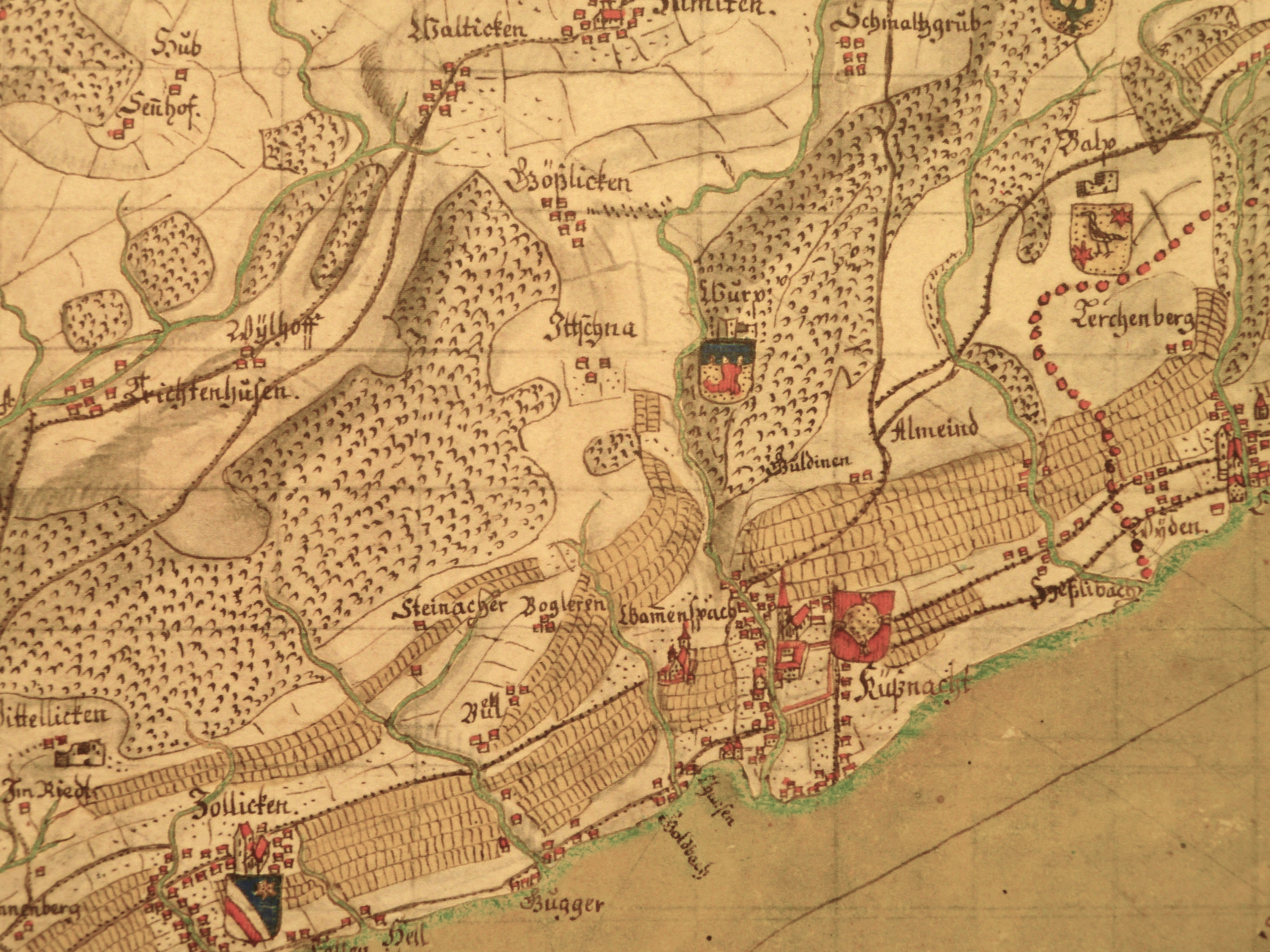
Küsnacht auf dem Gygerplan von 1667
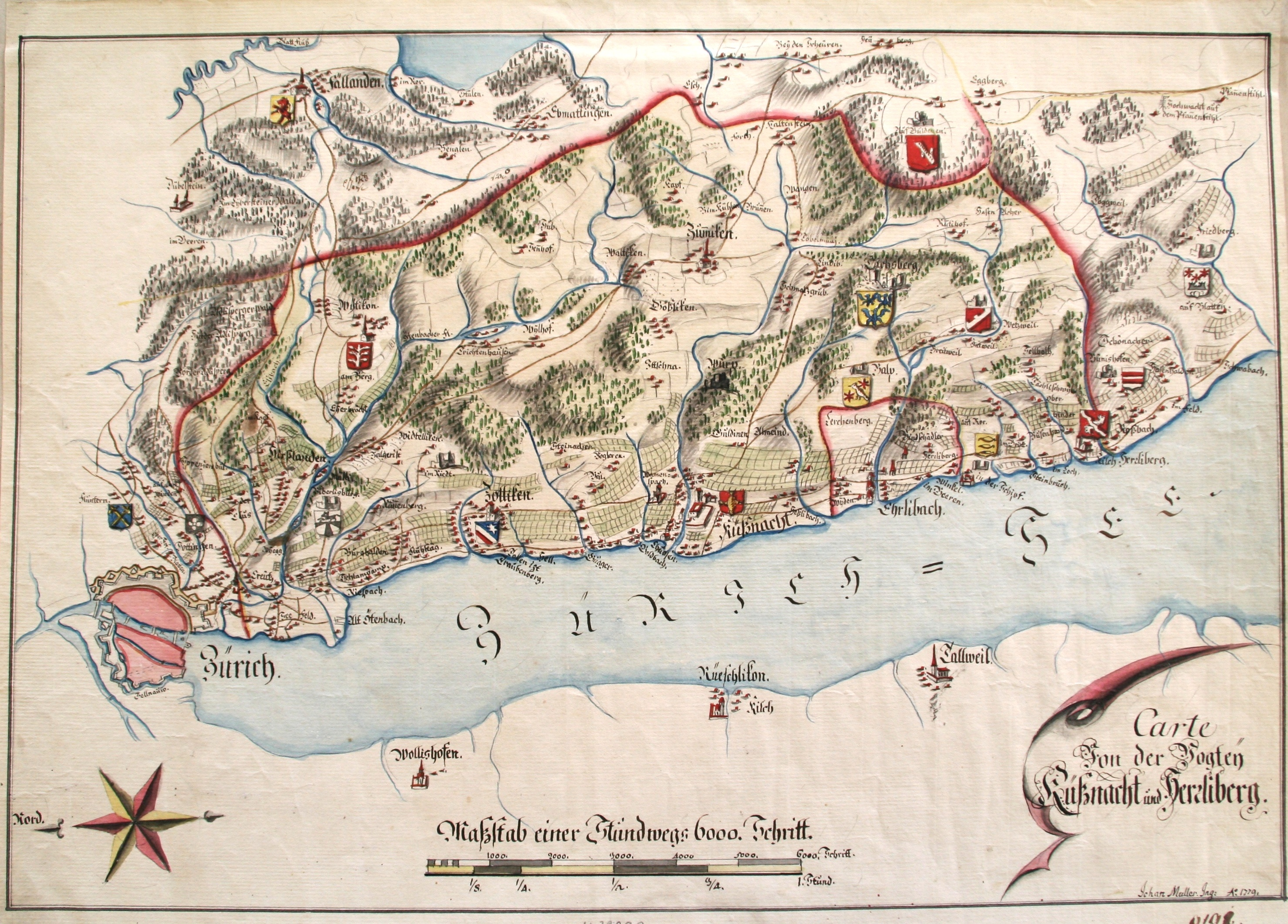
Vogtei Küsnacht 1779, Zeichnung von Johannes Müller
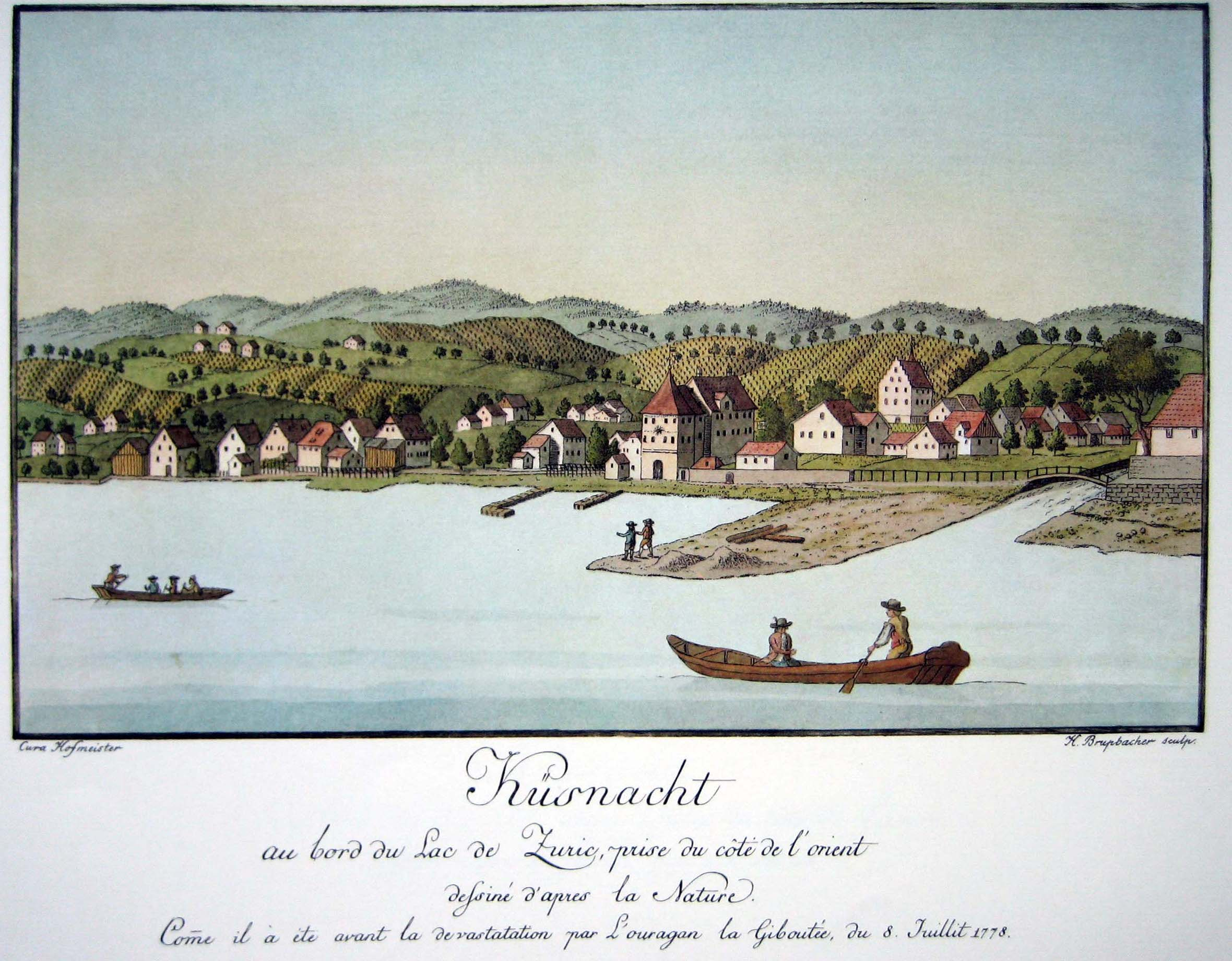
Küsnacht vor 1778, Stich von Heinrich Brupbacher

Am 3. und 4. Juni 1878 wurde das Dorf erneut von einer Überschwemmung heimgesucht, 100 Jahre nach der letzten. 1909, nach dem Bau der Seestrasse und der rechtsufrigen Bahnlinie, wurde die Bauzone beinahe auf das gesamte Hanggebiet ausgedehnt. Dies hatte zur Folge, dass innerhalb weniger Jahrzehnte fast das gesamte Rebgelände überbaut wurde: 1886 betrug die Rebfläche noch 148 Hektar, 1950 waren es noch deren 3. Die alten Siedlungskerne Dorf, Heslibach und Kusen wuchsen zusammen, und auch zu den Nachbargemeinden Zollikon und Erlenbach bestehen keine Siedlungsgrenzen mehr.

## Wappen
Blasonierung:
In Rot ein übereckgestelltes, quadratisches goldenes Kissen mit Eckquasten.
Das Gemeindewappen von Küsnacht ist ein sogenanntes redendes Wappen, das heisst, das Wappen bildet den Ortsnamen ab. Die Verbindung von «Küsnacht» mit «Kissen» (mittelhochdeutsch küssîn) ist allerdings volksetymologisch, also sprachgeschichtlich unzutreffend.
Das Küsnachter Wappen ist vielleicht auf dasjenige der Gemeinde Küssnacht am Rigi zurückzuführen. Zwischen Küsnacht und Küssnacht bestanden nachweislich Adelsbeziehungen. Das Kissen schmückte 1497 die Helmzier im Wappen des Komturs Andreas Gubelmann, der damals dem Johanniterhaus Küsnacht vorstand. Während auf Ämterscheiben von 1544, 1560 und 1574 Kissen und Quasten golden (gelb) sind, wurden sie im 19. Jahrhundert häufig silbern (weiss) dargestellt. Gerold Edlibach zeigt in seiner Zürcher Chronik (ca. 1490; S. 420) ein anderes Wappen, nämlich eine Darstellung des Hl. Georg mit Drachen auf rotem Grund; Georg wird erstmals 1332 als Patron der Küsnachter Pfarrkirche erwähnt. Das heute gültige Wappen wurde 1933 vom Gemeinderat mit Rückgriff auf die erwähnten Ämterscheiben des 16. Jahrhunderts festgelegt.

## Bevölkerung
| Bevölkerungsentwicklung | Bevölkerungsentwicklung | Bevölkerungsentwicklung | Bevölkerungsentwicklung | Bevölkerungsentwicklung | Bevölkerungsentwicklung | Bevölkerungsentwicklung | Bevölkerungsentwicklung | Bevölkerungsentwicklung |
| ----------------------- | ----------------------- | ----------------------- | ----------------------- | ----------------------- | ----------------------- | ----------------------- | ----------------------- | ----------------------- |
| Jahr                    | 1634                    | 1799                    | 1850                    | 1900                    | 1950                    | 2000                    | 2015                    | 2016                    |
| Einwohner               | 1064                    | 1512                    | 2486                    | 3391                    | 8920                    | 12’484                  | 13’796                  | 14’141                  |

- Ausländeranteil: 27,6 % (2022)
- Religion: 34 % reformiert, 25 % römisch-katholisch (2016)
- Durchschnittsalter: 45 Jahre (2016)
- Arbeitslosenanteil: 2,1 % (2016)

In jüngster Zeit findet in Küsnacht ein demografischer Wandel statt: 2022 war Küsnacht «Schweizer Rekordhalter» bei den in der Gemeinde vorübergehend ansässigen Expats: «Ein Sechstel der Wohnbevölkerung gibt in Küsnacht als Hauptsprache Englisch an, das ist der Höchstwert unter den Schweizer Städten.» Der übrige Ausländeranteil im Kanton Zürich belief sich «Ende 2024 auf rund 465'000 Personen. Dies entspricht einem Ausländeranteil von 29 Prozent. Damit ist die Zahl der ausländischen Staatsangehörigen in den letzten zehn Jahren um über 95'000 Personen respektive gut ein Viertel gewachsen.»

## Grünraum

Blick auf die historischen Bauten am Dorfplatz Küsnacht im Jahr 1986

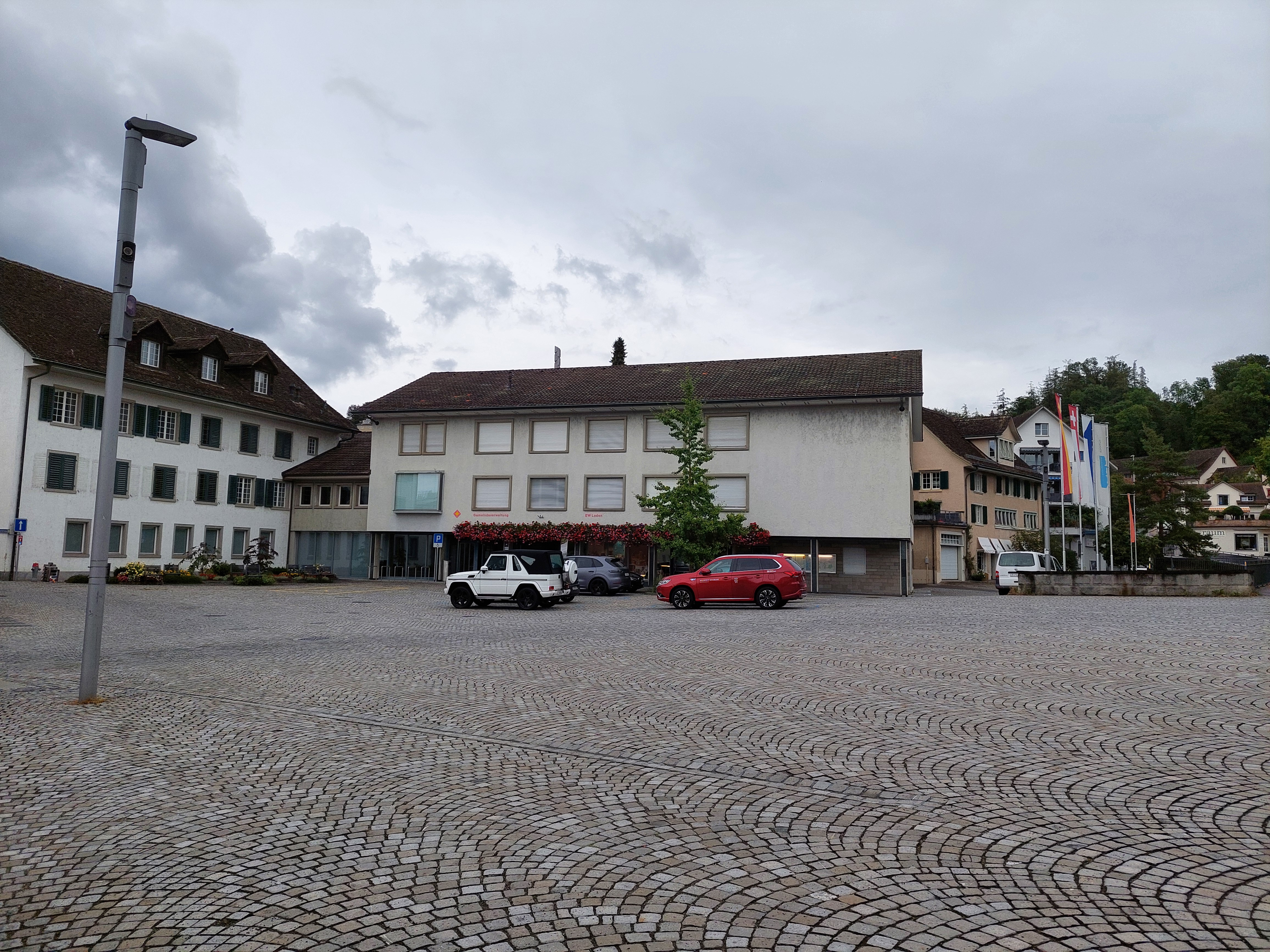
Dorfplatz Küsnacht, Gemeindehaus mit altem Gebäudeteil 2024

Im Gebiet der Gemeinde Küsnacht gibt es 34 geschützte Naturschutzobjekte. Im kantonalen Inventar der Natur- und Landschaftsschutz sind unter anderem das Küsnachter Tobel, der Rumensee, der Schübelweiher, das Gebiet um das Wehrmännerdenkmal auf der Forch und die Cholgrueb als Landschaftsschutzgebiete von kantonaler Bedeutung aufgeführt. Projekte zur nachhaltigen Aufwertung und ökologischen Vernetzung im Naherholungsgebiet werden unter anderem durch das Naturnetz Pfannenstil umgesetzt. Seit den 2010er Jahren geht der einstigen Gartenstadt Küsnacht durch den andauernden Bauboom im Siedlungsgebiet ausgedehnter Grünraum verloren. Als Symbol für diese Entwicklung wird der Dorfplatz angesehen, der Anfang 21. Jahrhundert mit einheimischen Bäumen und – als weitherum sichtbare Landmarke – dem über hundertjährigen Mammutbaum vor der reformierten Kirche umgeben war. Die 2012 anlässlich der Abstimmung über die Sanierung und Pflästerung des Dorfplatzes versprochene Pflanzung einer Dorflinde steht weiterhin aus: "Der Dorfplatz soll möglichst grosszügig gestaltet werden. Die eindrücklichen historischen Bauten, die den Dorfplatz einfassen, sollen entsprechend zur Geltung kommen. Unterstützt wird dies durch eine Pflästerung des Dorfplatzes, das Pflanzen einer Dorflinde vor dem alten Gebäudeteil des Gemeindehauses und durch eine indirekte Beleuchtung des Platzes mittels Fassadenbeleuchtung". Der "schleichenden Verstädterung" stellten sich die Stimmberechtigten 2012 mit der überwältigenden Annahme einer Initiative zur Auszonung der sogenannten "Zwingli-Wiese" gegen die behördliche Empfehlung entgegen.

## Politik

### Nationalratswahlen
Bei den Nationalratswahlen 2023 betrugen die Wähleranteile in Küsnacht: SVP 31,08 % (+2,99), FDP 26,40 % (−3,04), glp 13,23 % (−1,37), SP 11,78 % (+2,99), Mitte 7,29 % (+1,88), Grüne 6,86 % (−2,10), EVP 1,28 % (−0,34). Bei den Kommunalwahlen 2023 löste die SVP die FDP als stärkste Kraft ab. Ebenfalls 2023 wurde die bisherige Vorsteherin Finanzen Nina Fehr-Düsel (SVP) in den Nationalrat gewählt.

### Gemeinderat (Stand 2024)
| Adrian von Burg (SVP)          | Liegenschaften                      |
| Claudio Durisch (parteilos)    | Tiefbau und Sicherheit              |
| Klemens Empting (FDP)          | Schulpräsident                      |
| Markus Ernst (FDP)             | Gemeindepräsident, Zentrale Dienste |
| Pia Guggenbühl (FDP)           | Finanzen                            |
| Gauthier Rüegg (FDP)           | Hochbau und Planung                 |
| Susanna Schubiger-Münger (GLP) | Gesellschaft / Vizepräsidentin      |

### Gemeindepräsidenten (seit 1939)
- Markus Ernst (seit 2013)
- Max Baumgartner (2006–2013)
- Ursula Gut (1998–2006)
- Fritz Gehrig (1990–1998)
- Arthur Egli (1978–1990)
- Hans Bollmann-Walder (1970–1978)
- Gottfried Spörri (1963–1970)
- Eduard Guggenbühl (1939–1963)

## Wirtschaft

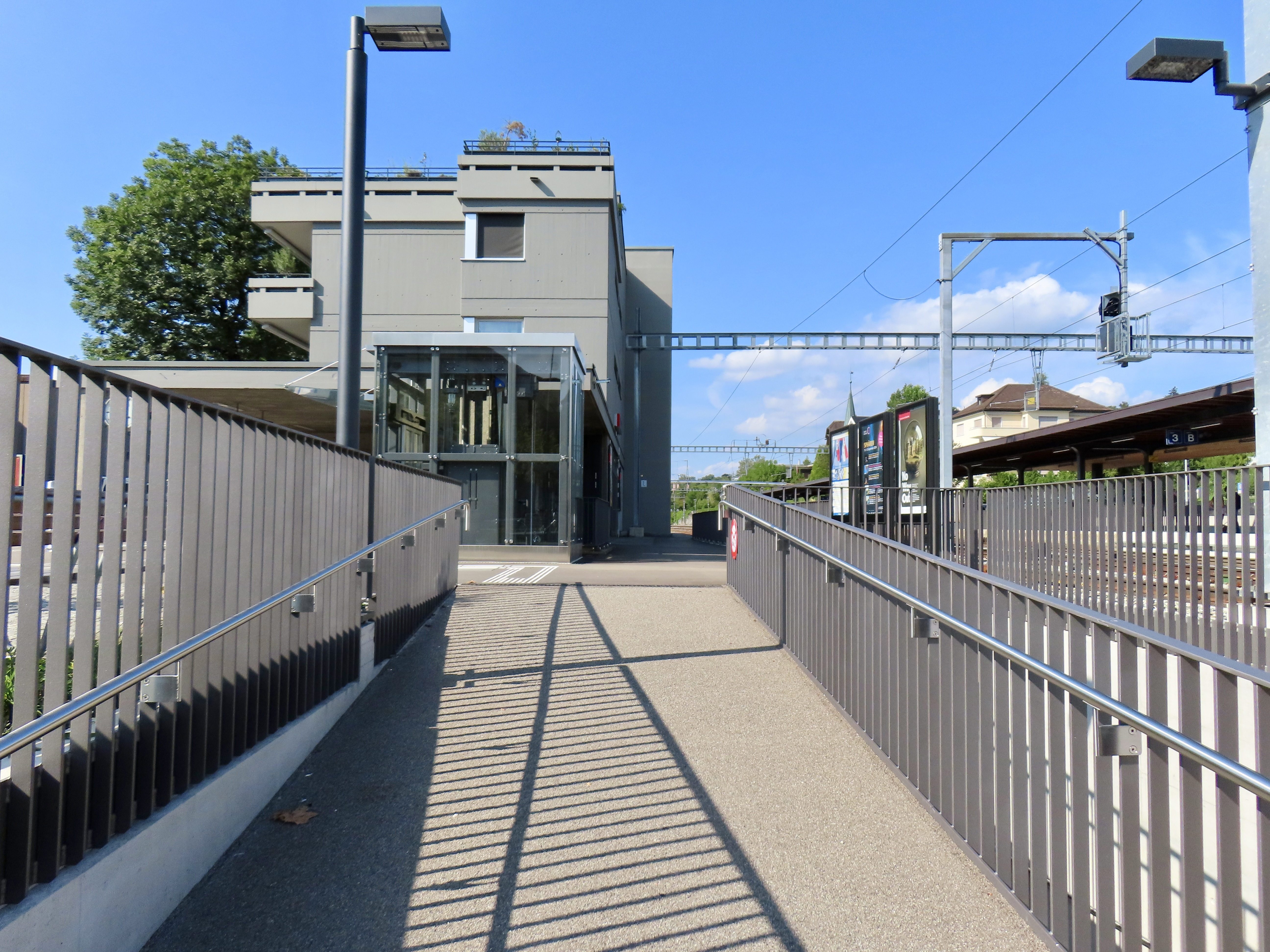
Bahnhof Küsnacht

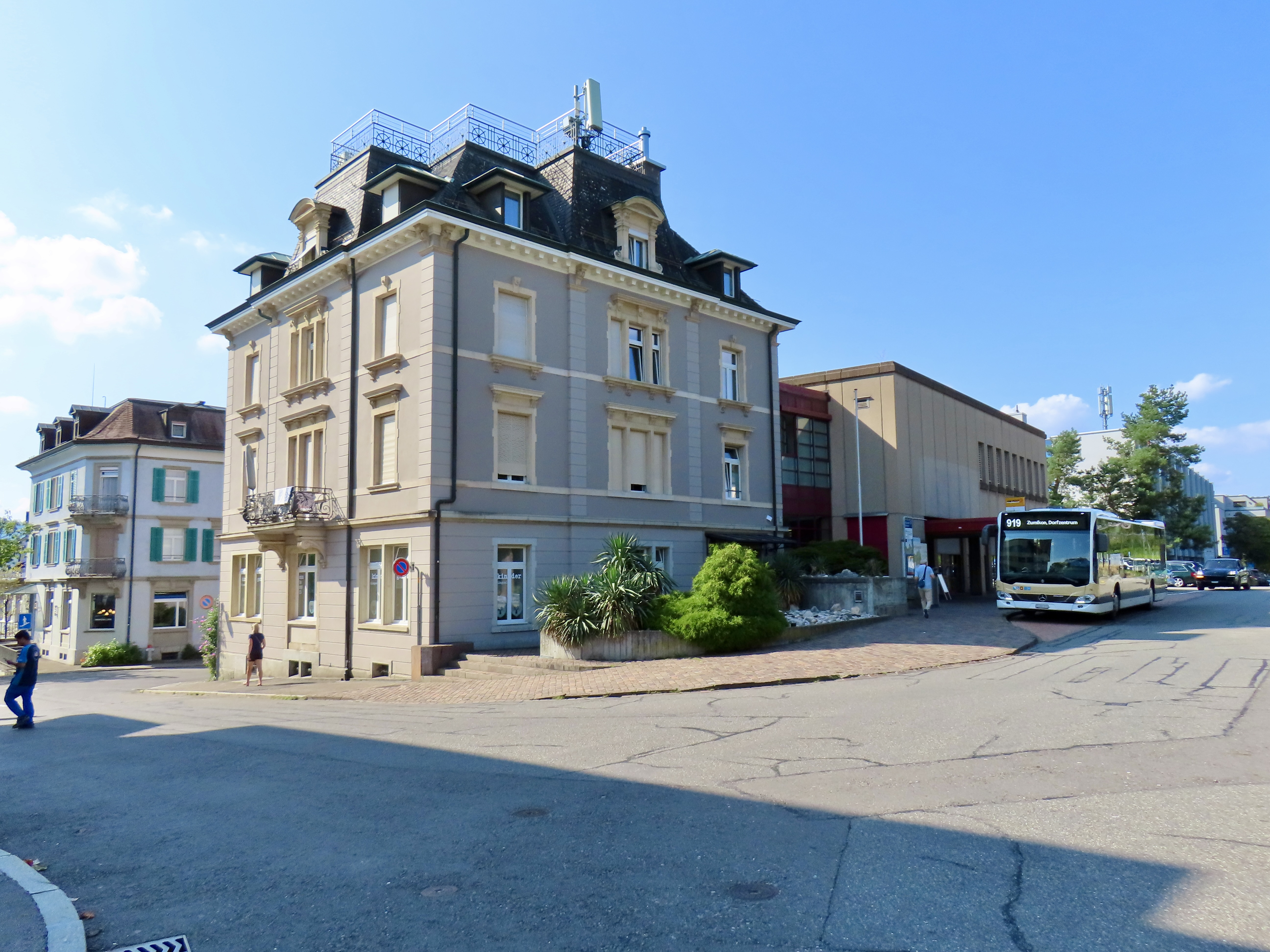
Post Küsnacht mit der zentralen Bushaltestelle (Linien 918 / 919)

Küsnacht ist mit einer Steuerkraft von rund 12'482 Franken pro Kopf, das heisst jährlichen Steuereinnahmen von rund 175 Millionen Franken, eine der reichen Schweizer Gemeinden. Vandoeuvres GE, Cologny GE, Wollerau SZ und Feusisberg SZ und weitere Gemeinden liegen im Ranking jedoch an der Spitze. 2023 musste die Gemeinde Küsnacht 105 Millionen Franken an Finanzausgleich leisten. Für 2024 stimmte die Stimmbevölkerung einer Senkung des Steuerfusses auf 73 % zu: «Die Steuersenkung können wir uns problemlos leisten [...]. Wir ziehen damit auch keine Reiche an, denn wegen 2 Prozent weniger zieht man nicht nach Küsnacht, sondern immer noch nach Wollerau oder Zug.» Nach Kilchberg (72 %) hat Küsnacht nun den zweittiefsten Steuerfuss im Kanton Zürich, der damit unter jenen der reichsten Zürcher Gemeinde, Erlenbach (76 %), zu liegen kommt. «Der Gemeinderat rechnet gegenüber dem Vorjahresbudget sogar mit einem um 4,5 Millionen Franken steigenden Steuerertrag (+2,3 %). Ernst: 'Wir rechnen trotz konjunkturellen Unsicherheiten mit einem steigenden Steuerertrag. Entscheidend sind für uns die Grundstückgewinnsteuererträge, da diese nicht mit dem Finanzausgleich abgeschöpft werden. Mit Blick auf den Küsnachter Immobilienmarkt sind wir optimistisch.'»

## Bildung

### Schulen
Die erste Schule wurde ab 1529 im Küsnachter Jürgehuus unterhalten. Die heutigen Primarschulen, einschliesslich Kindergarten, sind:
- Quartier Heslibach: Im Heslibach gibt es drei Kindergärten (Gartenstrasse, Traubenweg). Im Anschluss an das Primarschulhaus an der Gartenstrasse, das auch die Schulbibliothek enthält, befindet sich die Freizeitanlage „Fretzli“.
- Quartier Dorf: Im Dorf gibt es drei Kindergärten (Weinmanngasse, Schulhaus Wiltiswacht-Untergeschoss). Dem Primarschulhaus (Wiltisgasse, Wiltiswacht) ist u. a. die Schulbibliothek eingegliedert.
- Quartier Goldbach: Im Goldbach gibt es drei Kindergärten. Das Primarschulhaus Goldbach wurde während des Schuljahrs 2014/15 abgerissen, der Neubau wurde 2019 fertiggestellt.
- Dorfteil Itschnach: In Itschnach gibt es drei Kindergärten (Im Sonnenrain, Im Dörfli). Das Primarschulhaus Itschnach beherbergt die Unter- und Mittelstufe.
- Dorfteil Limberg: Primarschulhaus im Wangen, einst mit Mehrklassenabteilungen, heute 1. bis 3. Primarklasse.

Sekundarstufe:
- Gymnasium: Die Kantonsschule Küsnacht ist ein musisches und neusprachliches Gymnasium und kann als Kurz- und Langzeitgymnasium absolviert werden. Das Hauptgebäude ist das ehemalige Johanniterhaus.
- Sekundarschule: Die Sekundarschule ist in der Schulanlage Zentrum untergebracht. Hier befinden sich auch die Berufsvorbereitung und Erwachsenenbildung «Tempus».

Privatschulen:
- Terra Nova: Terra Nova an der Florastrasse ist eine zweisprachige Privatschule Englisch-Deutsch (Kindergarten, Primarstufe).
- Zweisprachige Tagesschule: Die Lakeside School ist eine zweisprachige Tagesschule Englisch-Deutsch (Kindergarten, Unter-, Mittelstufe).
- Das Colourwoods Montessori Kinderhaus ist ein zweisprachiger Kindergarten Englisch-Deutsch.

Aufgehobene Schulgebäude
- Schulhaus Heinrich-Wettsteinstrasse. Erbaut 1830 als Primarschulhaus mit 4 Klassenzimmern. 1875–2023 Kindergarten Küsnacht. Seit 2023 Residenz der Schulverwaltung.
- Schulhaus Erb mit Turnhalle. Seit 2021 teilweise an eine Privatschule sowie als Provisorium für diverse ausgelagerte Schulhäuser vermietet.

### Museen

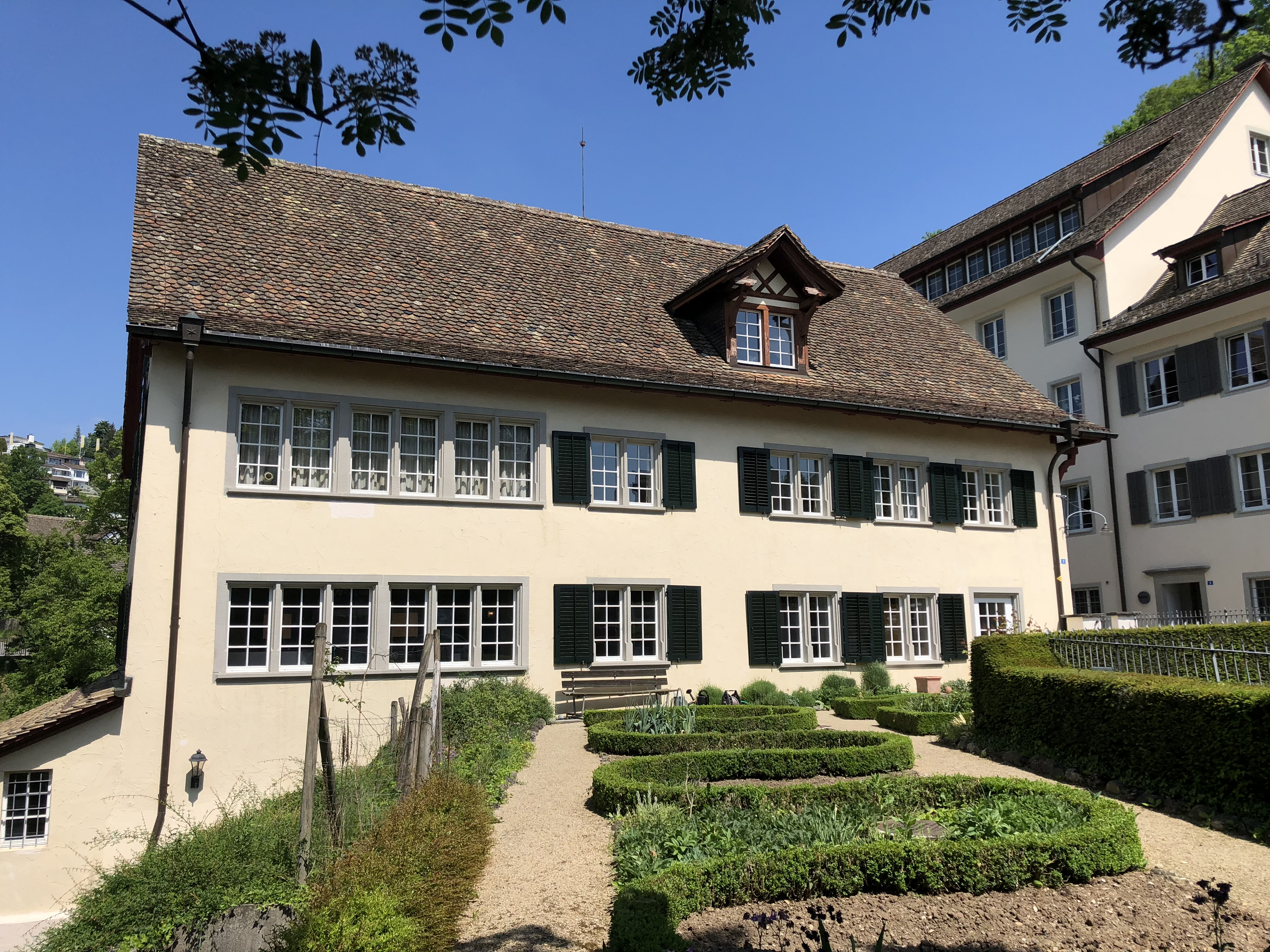
Obere Mühle mit dem Ortsmuseum

- Ortsmuseum Küsnacht, in der „Oberen Mühle“ am Tobeleingang. Zeugnisse der Küsnachter (Alltags-)Geschichte und Spezialsammlungen von nationaler Bedeutung (Mode und Coiffeur) sowie eine Spielzeugsammlung. Dauer- und Wechselausstellungen.
- Museum C. G. und Emma Jung-Rauschenbach, im ehemaligen Wohnhaus von Carl Gustav Jung.

## Alters- und Pflegeheime
- Alters- und Gesundheitszentrum Tägerhalde
- Alterszentrum Residenz Küsnacht
- Bethesda Panorama-Park
- Alters- und Gesundheitszentrum Wangensbach
- Pflegeheim am See (zwischengenutzt)[28]

### Alters- und Gesundheitszentrum Wangensbach
Das Alters- und Gesundheitszentrum Wangensbach befindet sich im 1993 eröffneten, vollständig sanierten und erweiterten Neubautrakt, der 1957 vom Küsnachter Architekten Rudolf Joss gebaut worden war. Nach der «hauchdünnen Annahme» der Gesundheitsnetz Küsnacht AG im Jahr 2023 soll das Gebäude, das sich unmittelbar beim kantonal geschützten Herrenhaus aus dem Jahr 1624 mit dessen historischer Parkanlage (gestaltet 1883) befindet, abgerissen und durch eine Grossüberbauung in Form eines fünfstöckigen Doppel-Wohnblocks mit Kuppel ersetzt werden. Das Vorhaben wird angesichts seiner erdrückenden Dimension und der Einschätzung, dass die Mehrheit der älteren Menschen «ihren Lebensabend heute nicht mehr in einem anonymen Grossbau», sondern «daheim in ihrem vertrauten Umfeld» verbringen will, kritisch diskutiert.

### Pflegeheim am See
2011 stimmte die Küsnachter Stimmbevölkerung dem Bau des neuen Alters- und Gesundheitszentrums Tägerhalde zu. Dadurch wurden die drei von der Gemeinde Küsnacht seit 1950 als Pflegeheim am See genutzten Liegenschaften an der Seestrasse 262 bis 266 nicht mehr für den Eigenbedarf benötigt. Im voll ausgestatteten einstigen Pflegeheim wurden bis zum Abschluss des Neubaus der Tägerhalde die dortigen Bewohner untergebracht. Ab 2015 schlossen sich weitere provisorische Nutzungen durch das Alterswohnheim Gehren in Erlenbach und die Stiftung Alters- und Pflegeheim Meilen an. 2021 beschloss der Küsnachter Gemeinderat die Fortsetzung der «Zwischennutzung» mit Vertrag bis ins Jahr 2026: "Dabei würden Mietverhältnisse mit Personen angestrebt, die eine zeitlich befristete, einfache und zweckmässige Unterkunft für Wohn- und Arbeitszwecke mit Mietpreisen zwischen 100 und 150 Franken pro Quadratmeter und Jahr suchten".
Das 1950 eröffnete Pflegeheim am See mit modernem Wohnhaus für 32 chronisch Kranke war unter der Leitung des Architekten Ernst Friedrich Burckhardt an der Stelle eines unmittelbar am Zürichsee gelegenen Guts mit grossem Umschwung ausgebaut worden. Dieses hatte die Gemeinde Küsnacht zuvor zum Preis von 1,2 Millionen Franken von Joseph Wilhelm Hambuechen (1895–1969), einem deutsch-amerikanischen Bankier und Teilhaber an den Bankhäusern A. E. Wassermann (Berlin) und Michaelis & Co. (Zürich), erworben.
Mit den für einen modernen Heimbetrieb neu eingerichteten Gebäuden war auch das Land für eine grosszügige Seeanlage, die sowohl der Küsnachter Bevölkerung als auch den Patienten offen stand, in den Besitz der Gemeinde gelangt. Diese versprach, mit dem neuen Pflegeheim «einen Beitrag zur Behebung der Bettennot für Chronisch-Kranke» – vor allem Bürgerinnen und Bürger sowie Einwohner Küsnachts – zu leisten. Die geräumige Bibliothek wurde zum Empfangsraum für Anlässe der Behörden umgestaltet. Park und Pflegeheim am See wurden mit einem Schiffsteg an die täglichen Schiffkurse angeschlossen.
2019 führte die Befürchtung, dass das «Bijou» mit seinem grossen Umschwung «zu einer exklusiven Residenz für sehr Wohlhabende werden könnte» zur Lancierung einer Alters-Initiative, die wegen des Widerstands des Gemeinderats bis vor das Verwaltungsgericht ging. Anlass war die Formulierung im Küsnachter Alterskonzept, wonach der Standort Areal Seniorenheim am See exklusiv «für Alterswohnungen mit Service im oberen Ausbaustandard und Preissegment genutzt» werden solle: «Gerade dieses eine von insgesamt drei Arealen, die heute Küsnacht gehören» – so die parteilose Initiantin – solle «nicht verkauft oder im Baurecht abgegeben werden. Endlich sollen die bereits 2005 dort vorgesehenen Alterswohnungen gebaut werden. Es sei ein ‹Filetstück›, das allen gehöre».

## Sehenswürdigkeiten
- Höchhus Küsnacht
- Johanniterhaus Küsnacht
- Küsnachter Tobel mit der Drachenhöhle sowie den Findlingen Alexanderstein und Drachenkopf
- Burgruine Wulp
- Landgut Wangensbach mit Oekonomiegebäude, Gewölbekeller und historischer Gartenanlage, Wohnsitz von Conrad Ferdinand Meyer, Giuseppe Mazzini, Hans Caspar Hirzel, Beat Werdmüller
- Obere Mühle, mit Ortsmuseum am Ausgang des Tobels[38]
- Rumensee und Schübelweiher
- Seehof, ehemaliger Wohnsitz von Conrad Ferdinand Meyer und Sitz des C. G. Jung-Instituts
- Zehntentrotte
- Reformierte Kirche Küsnacht
- Katholische Kirche St. Georg

## Denkmale
- Seestrasse 122, Gedenktafel für den Historiker Karl Dändliker (1949)
- Landgut Wangensbach: Gedenktafel für den Dichter Conrad Ferdinand Meyer
- Landgut Wangensbach: Gedenktafel für den Freiheitskämpfer Giuseppe Mazzini (1959)
- Küsnachter Horn: Murten Linde, vom Verschönerungsverein Küsnacht, gepflanzt 1988 anlässlich der 800-Jahr-Feier zur Erinnerung an den Dichter Johann Jakob Reithard
- Seestrasse 44, Gedenktafel für den Dichter Johann Jakob Reithard (1843) (1966: Abriss seines zuvor unter Schutz gestellten Geburtshauses)
- Kantonsschule Küsnacht: Gedenktafel für Komtur Konrad Schmid (1857, Inschrift von Gottfried Guggenbühl)
- Reformierte Kirche Küsnacht: Gedenktafel für Pfarrer Paul Heinrich Burkhard (1830–1890) und Henriette Burkhard-Ziegler (1835–1930)
- Küsnachter Horn: Gedenkstein und Gedenktafel für Ludwig Snell.
- Küsnachter Tobel, Alexanderstein mit Gedenktafel für Alexander Wettstein
- Am Bach 7, Haus Kuhn: Gedenkinschrift an die Überschwemmung von 1778
- Forch: Wehrmännerdenkmal

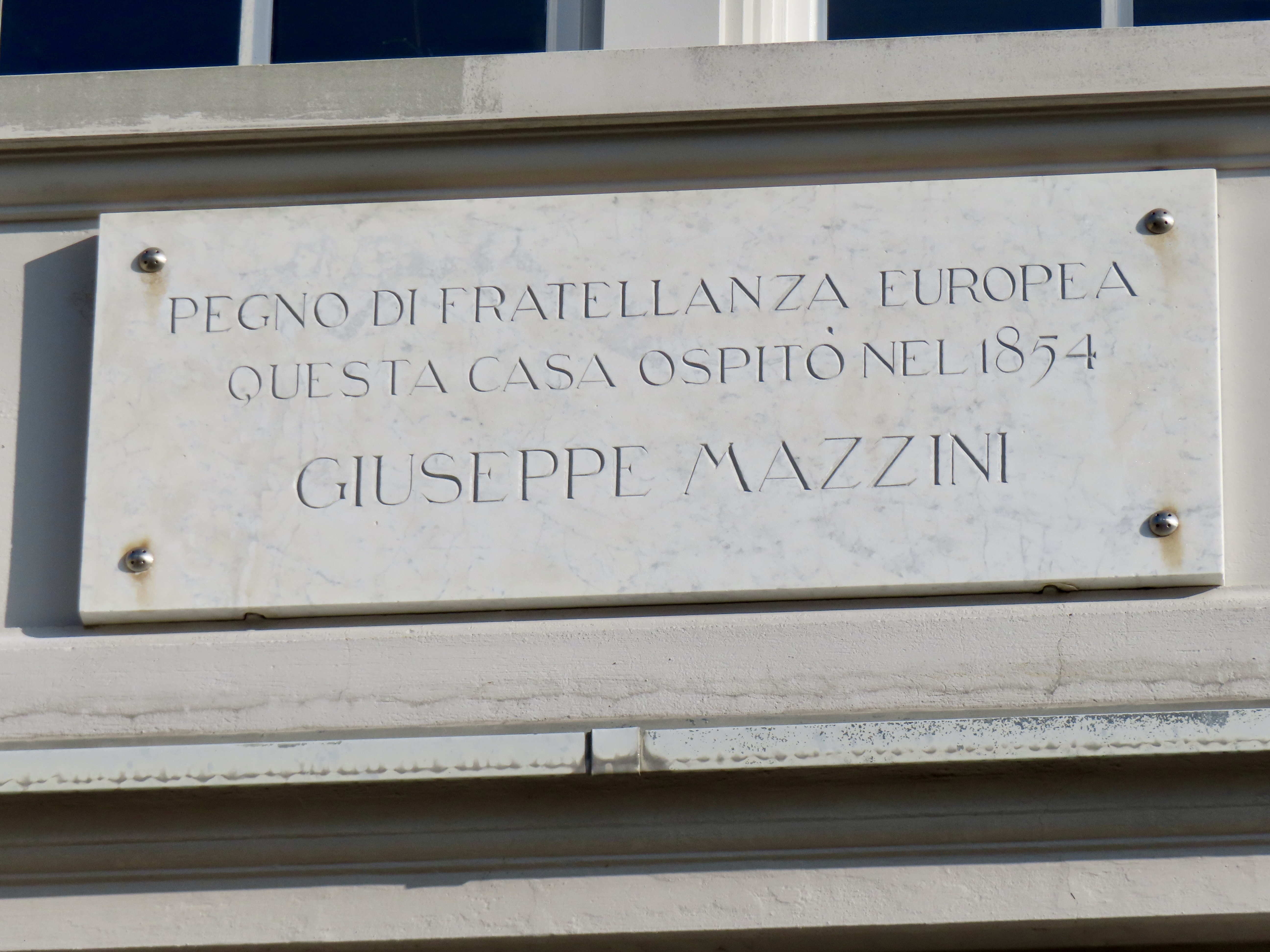
Gedenktafel für Giuseppe Mazzini zur Erinnerung an seinen Aufenthalt im Landgut Wangensbach
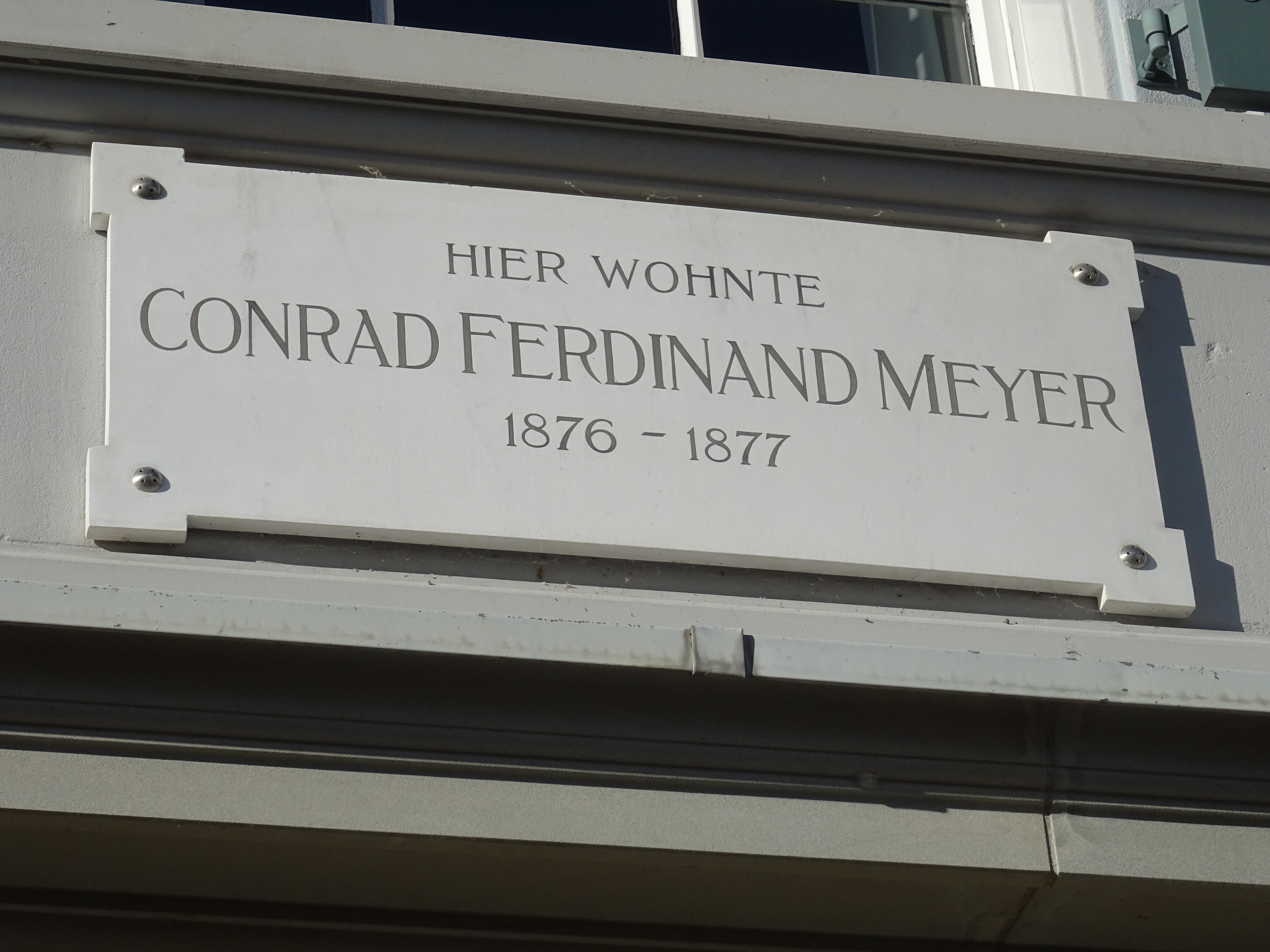
Gedenktafel für Conrad Ferdinand Meyer zur Erinnerung an seinen Aufenthalt im Landgut Wangensbach
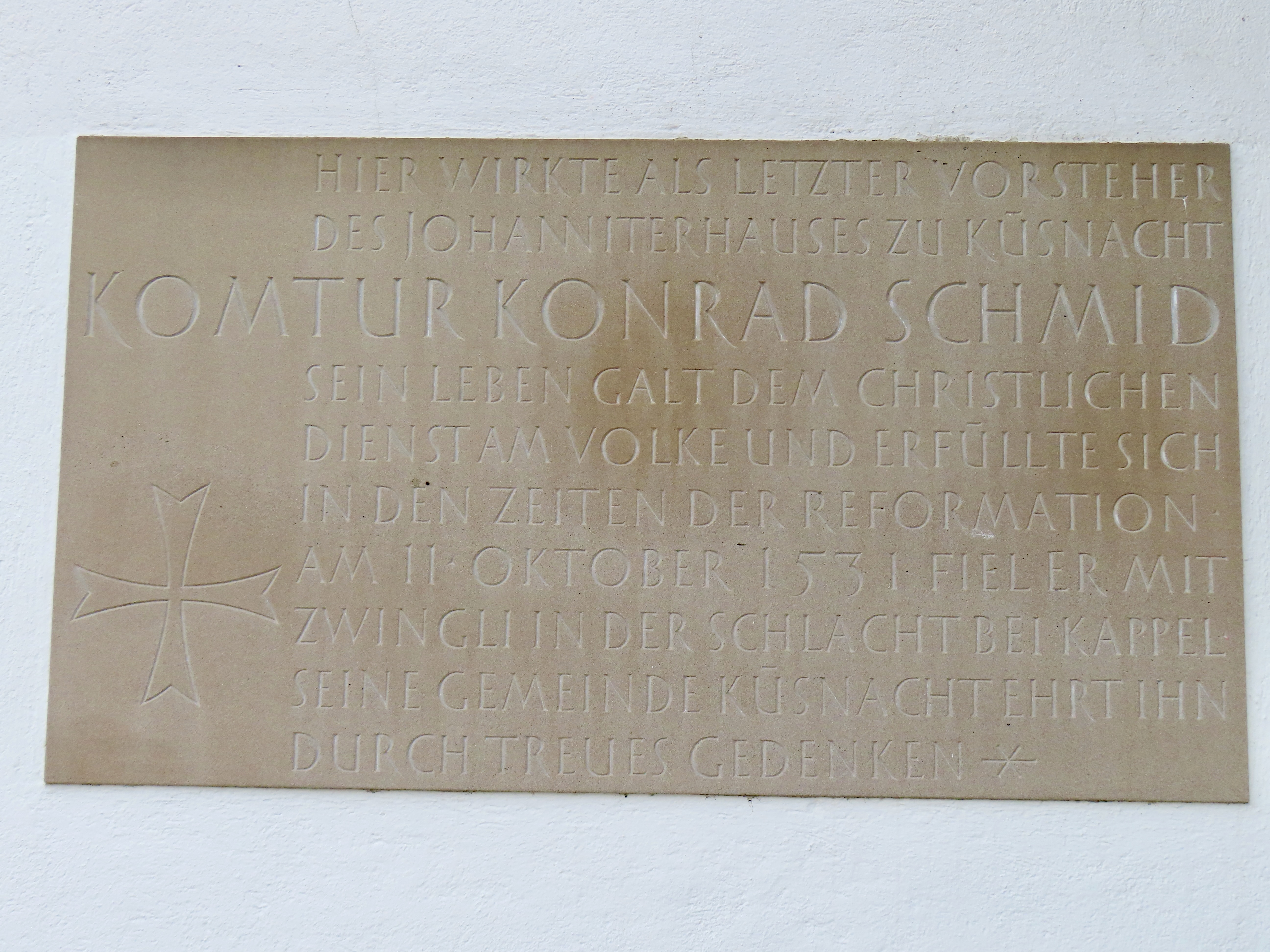
Gedenktafel für Komtur Conrad Schmid, Freund Ulrich Zwinglis, an der Komturei (Kantonsschule Küsnacht)
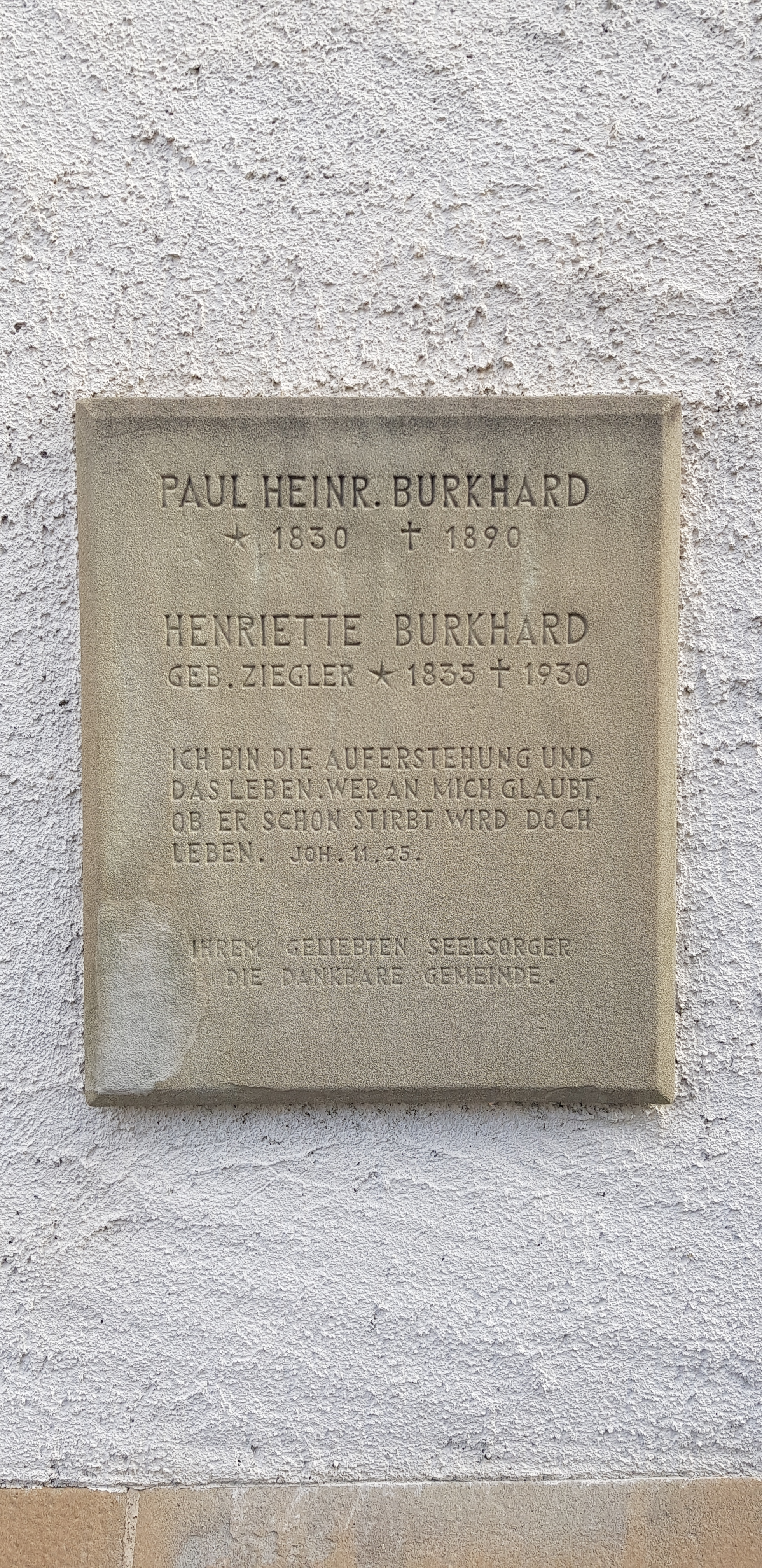
Reformierte Kirche Küsnacht: Gedenktafel für Pfarrer Paul Heinrich Burkhard (1830–1890) und Henriette Burkhard-Ziegler (1835–1930)
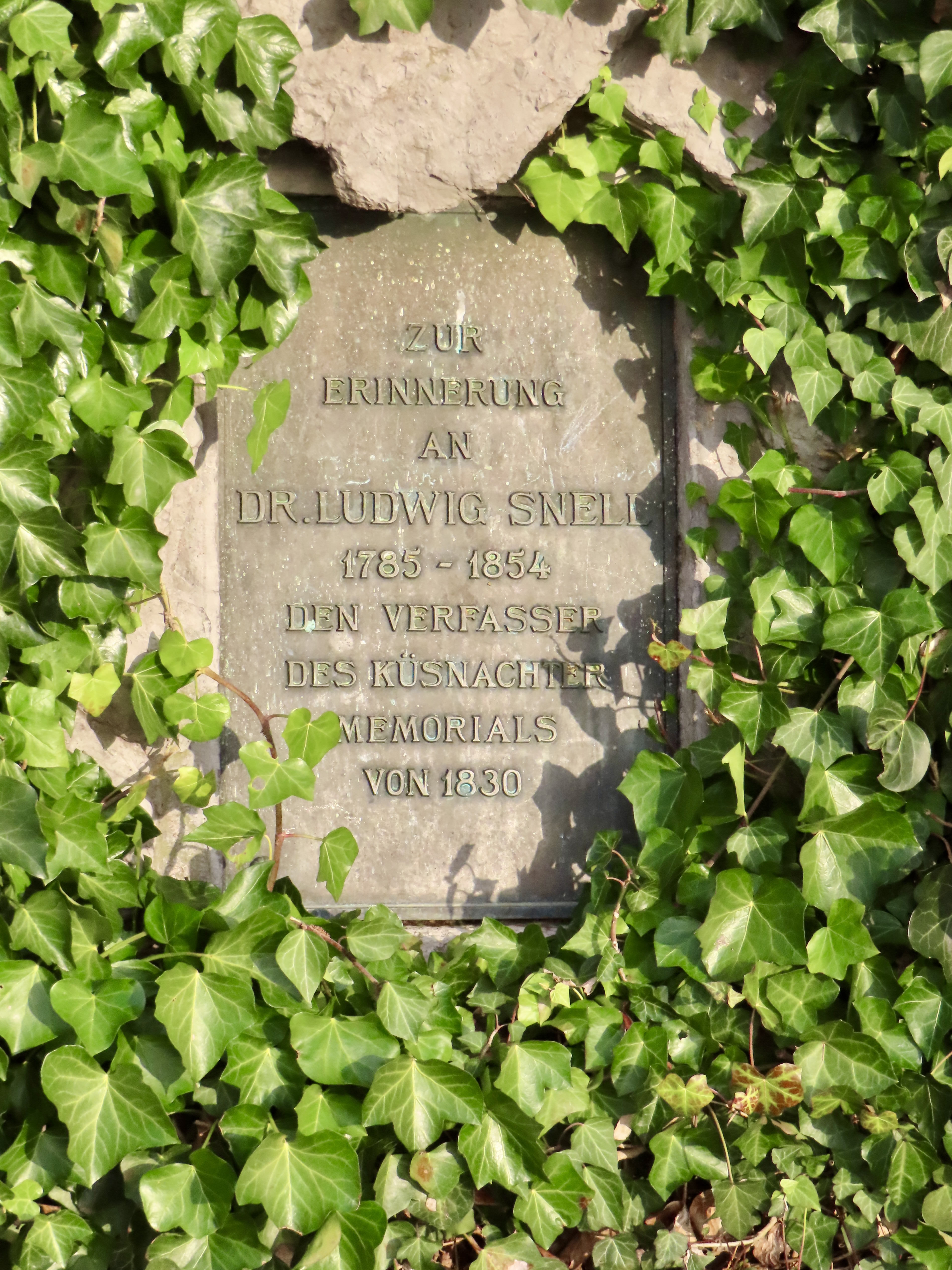
Gedenktafel für Ludwig Snell, im Küsnachter Horn
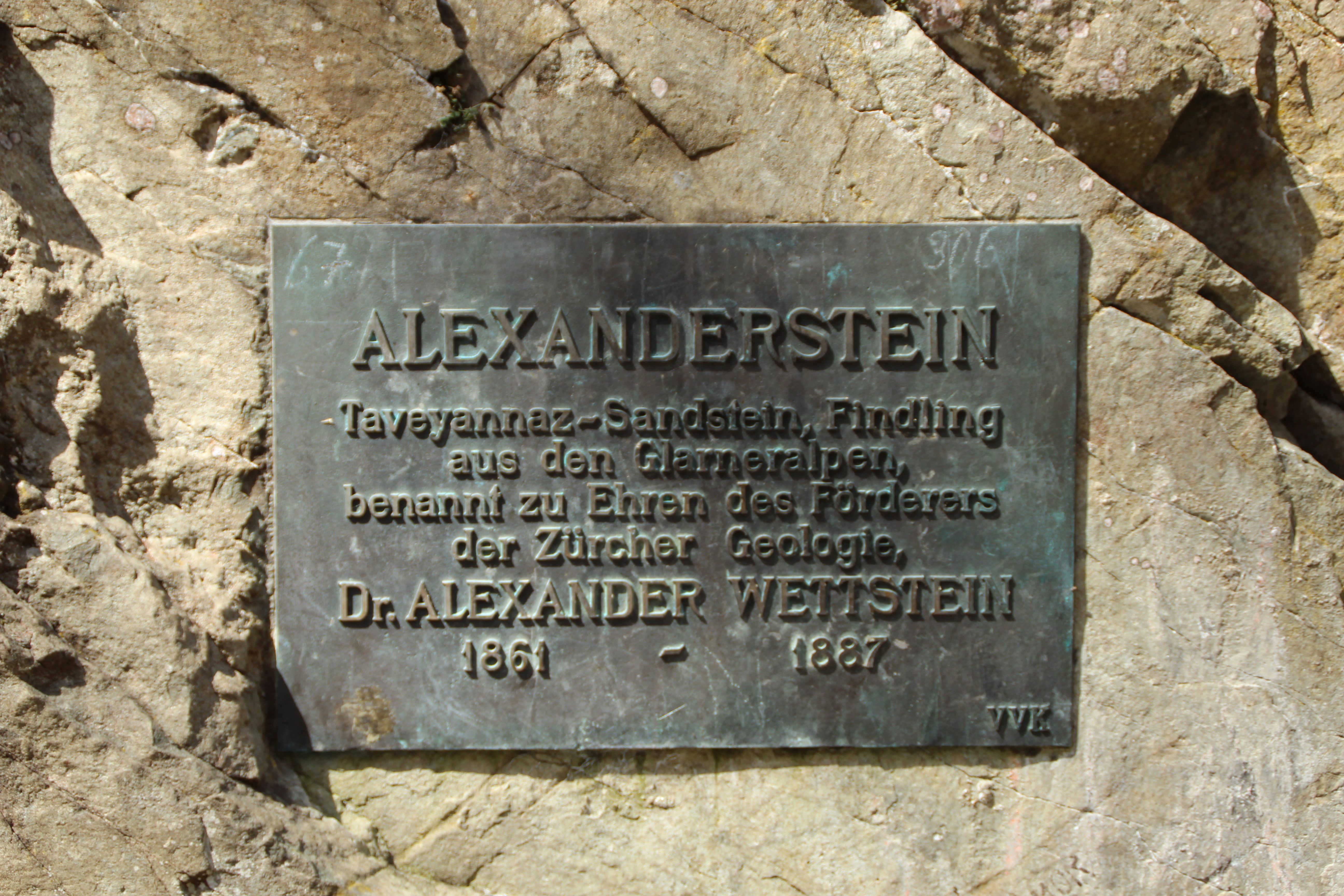
Gedenktafel für den Küsnachter Geologen Alexander Wettstein, am "Alexanderstein" im Küsnachter Tobel
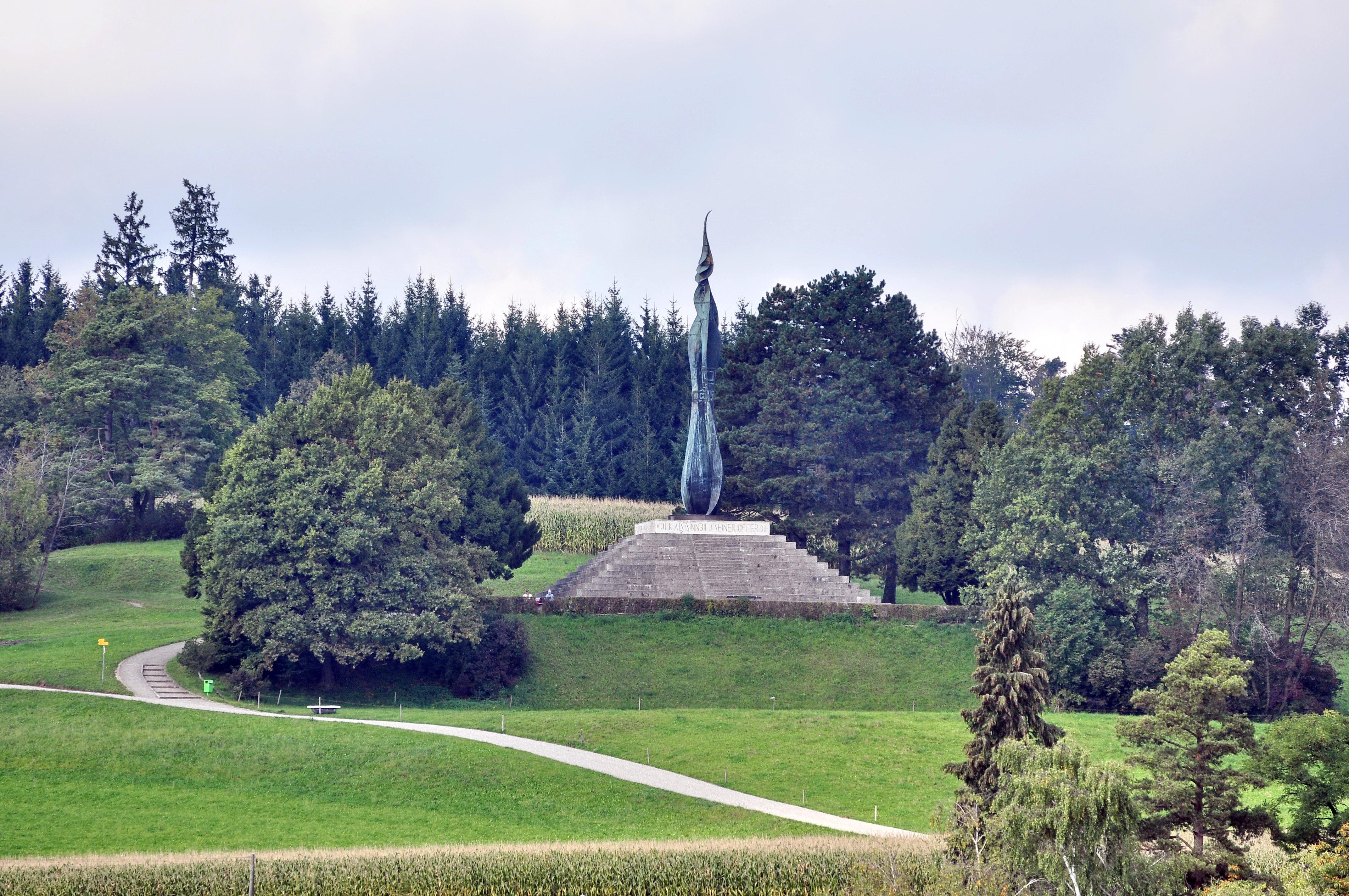
Kantonal-zürcherisches Wehrmännerdenkmal in der Forch

## Freizeitaktivitäten

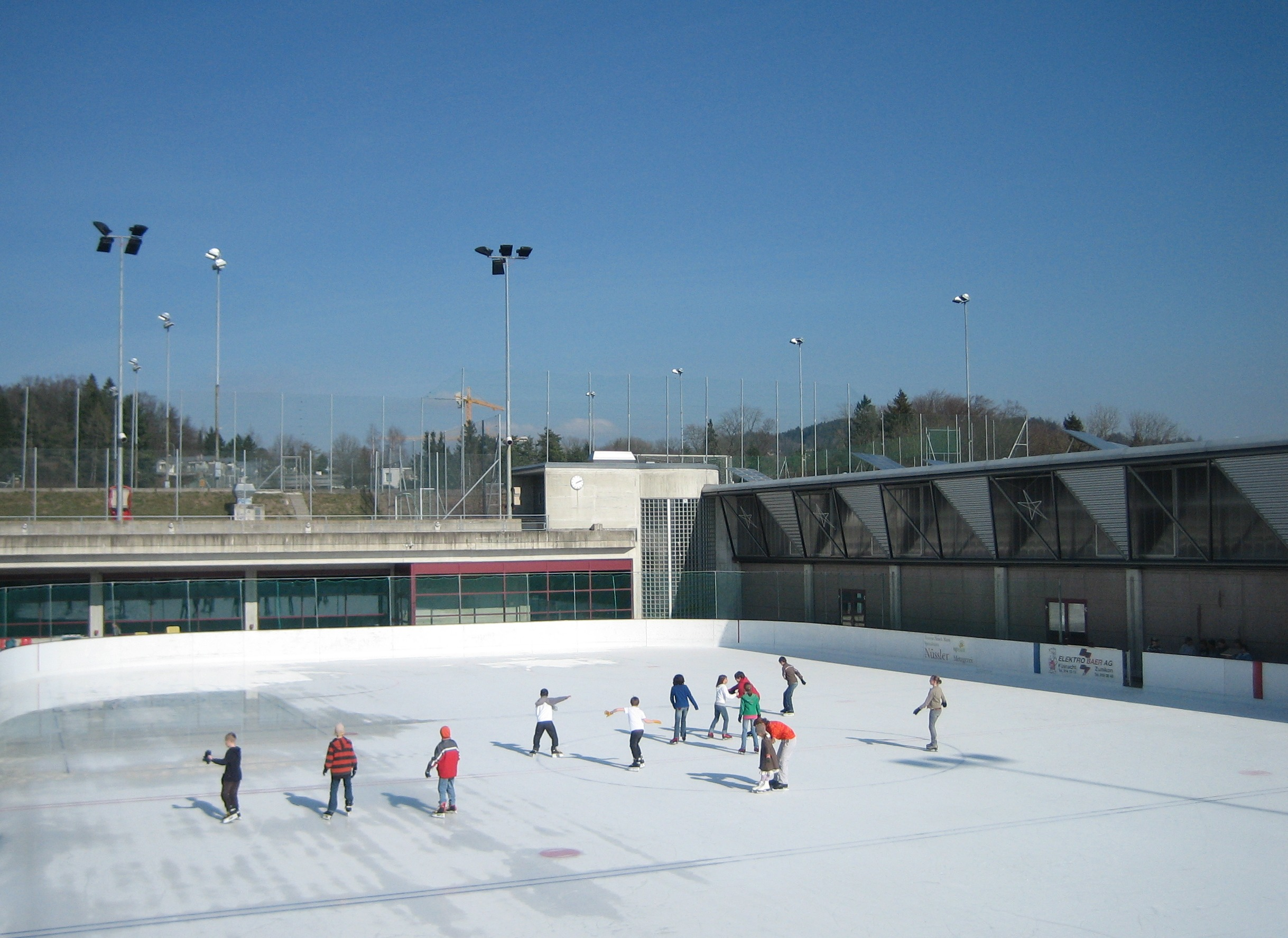
Kunsteisbahn Küsnacht (KEK)

Neben verschiedenen Bade- und Wassersportmöglichkeiten am und auf dem Zürichsee (z. B. Küsnachter Horn) bietet sich von Küsnacht aus ein ausgedehntes Netz von öffentlichen Parks, Wanderwegen und Velowegen an.
Oberhalb des Dorfzentrums von Küsnacht liegt die Kunsteisbahn KEK, die auch als Heimstadion der GCK Lions (dem Farmteam der ZSC Lions) dient. Sie umfasst eine Eishalle, ein offenes Eisfeld und eine Curlinghalle.
Der FC Küsnacht spielt aktuell in der 2. Liga. Seine Heimspiele trägt er in der Sportanlage Heslibach aus. Der örtliche Fussballclub verfügt über einen weiteren Sportplatz im Quartier Itschnach. Das Strandbad Küsnacht ist ein Familienbad mit Sandstrand.
In Küsnacht gibt es über 85 Vereine, unter anderem für verschiedene Sportarten (Fussball, Schwimmen, Tennis, Unihockey, Badminton, Handball, Rudern, Boccia, den Turnverein), für kulturelle Aktivitäten (Kulturelle Vereinigung, Verein für Ortsgeschichte Küsnacht, Verschönerungsverein, Verein wohnliches Küsnacht, Frauenverein, Seniorenverein), für Naturschutz (Natur- und Vogelschutzverein NVVK), für Musisches (Cantus Küsnacht, Männerchor Berg-Küsnacht-Sängerbund Küsnacht, Verein Musikschule Küsnacht, Kunstverein Artischock, Theaterverein), für Familien (Familienclub), für das Küsnachter Gewerbe (Gewerbeverein) und andere mehr. Beliebt ist auch die Pfadi Wulp.

## Abbildungen

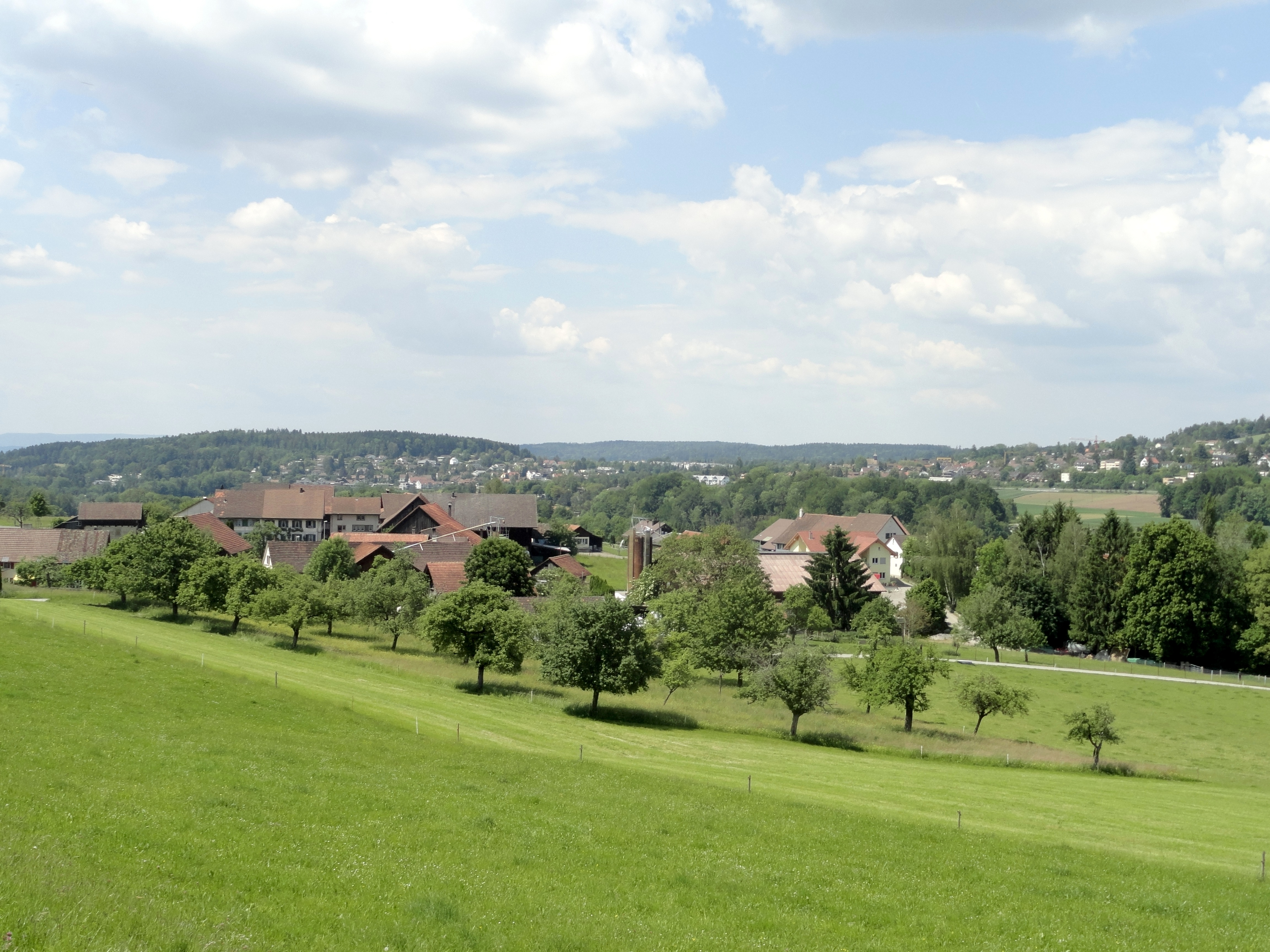
Küsnacht-Limberg
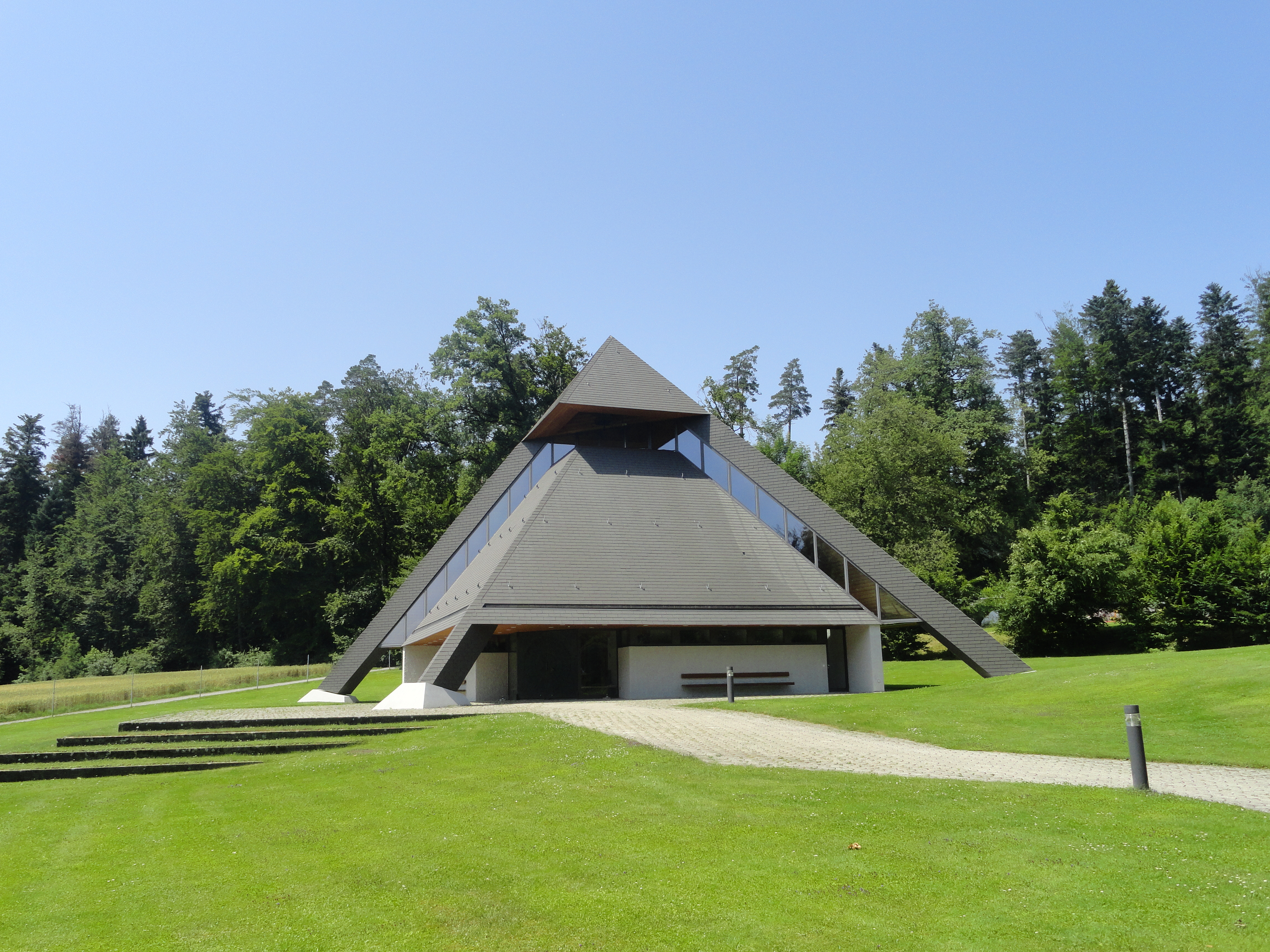
Küsnacht-Itschnach: Kapelle Friedhof Hinterried
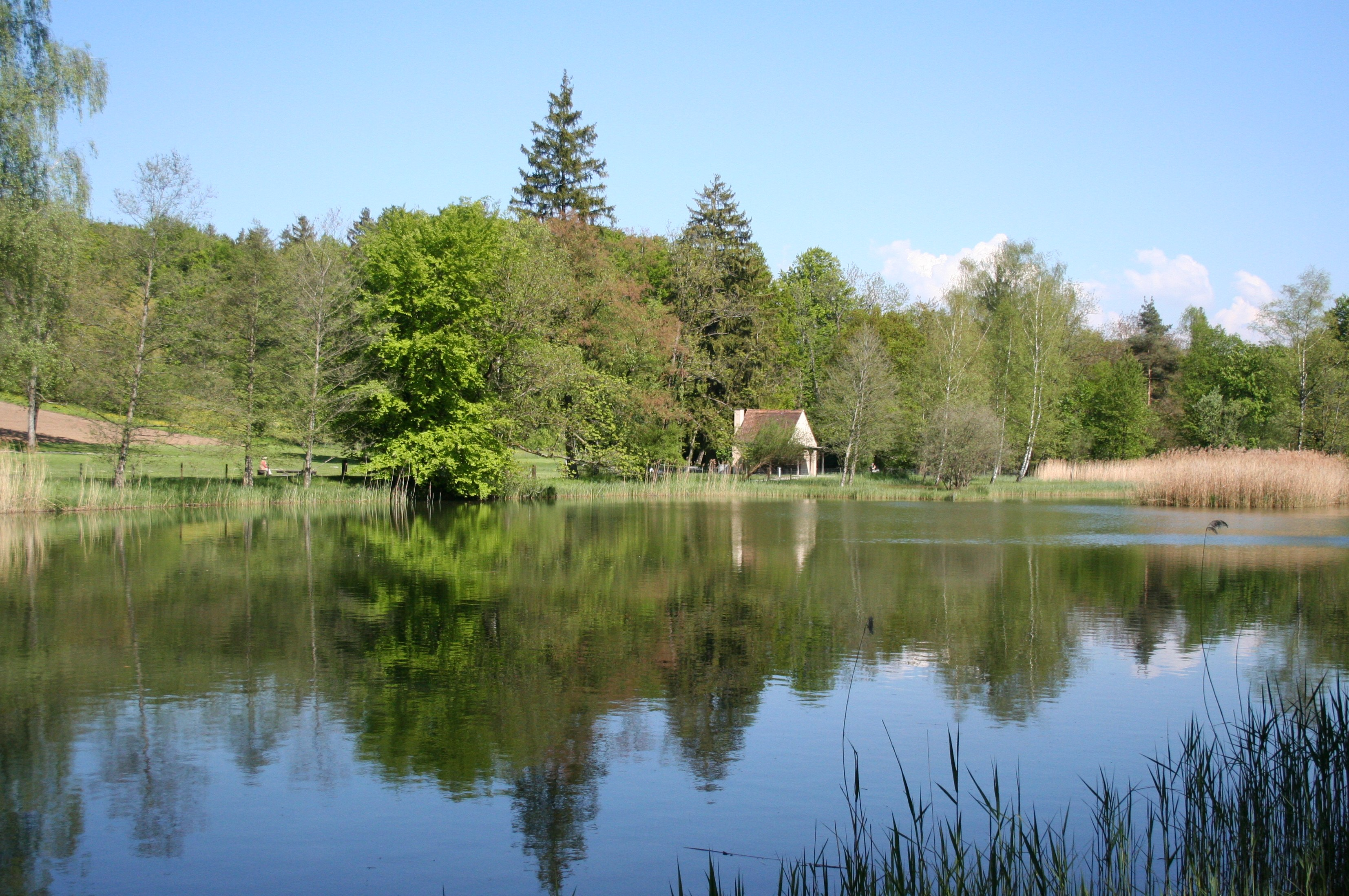
Küsnacht-Itschnach: Rumensee
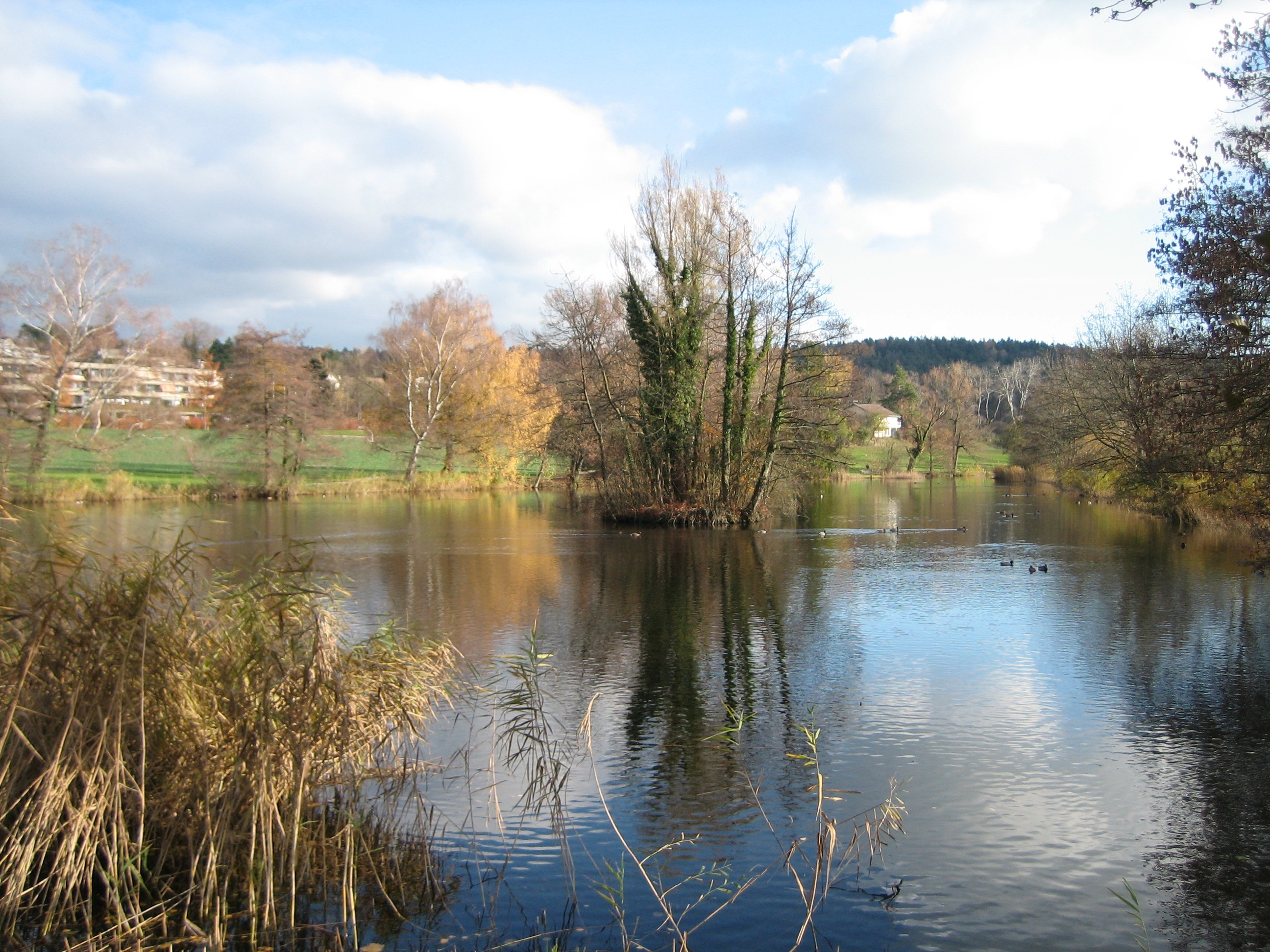
Küsnacht: Schübelweiher
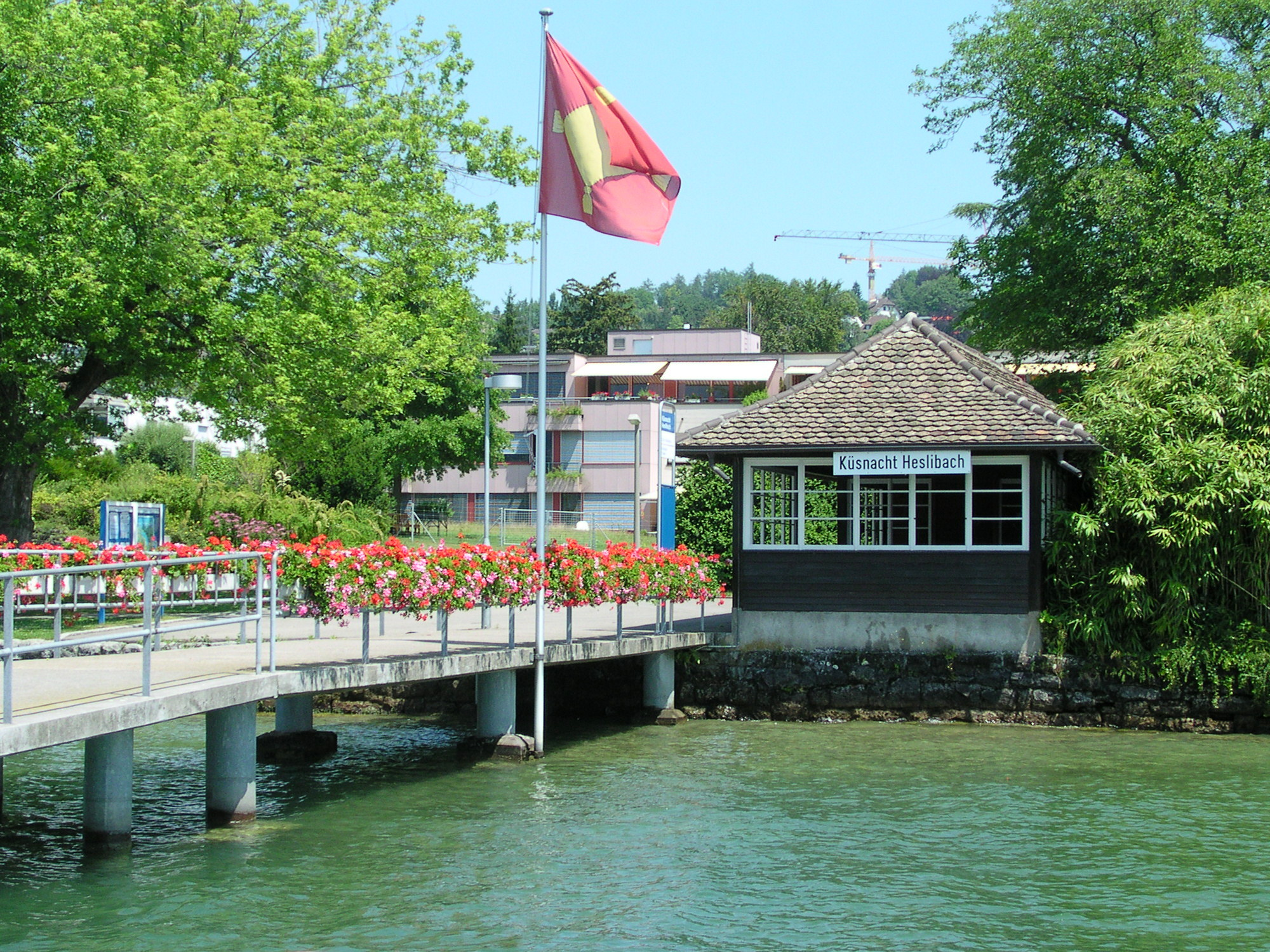
Pflegeheim am See
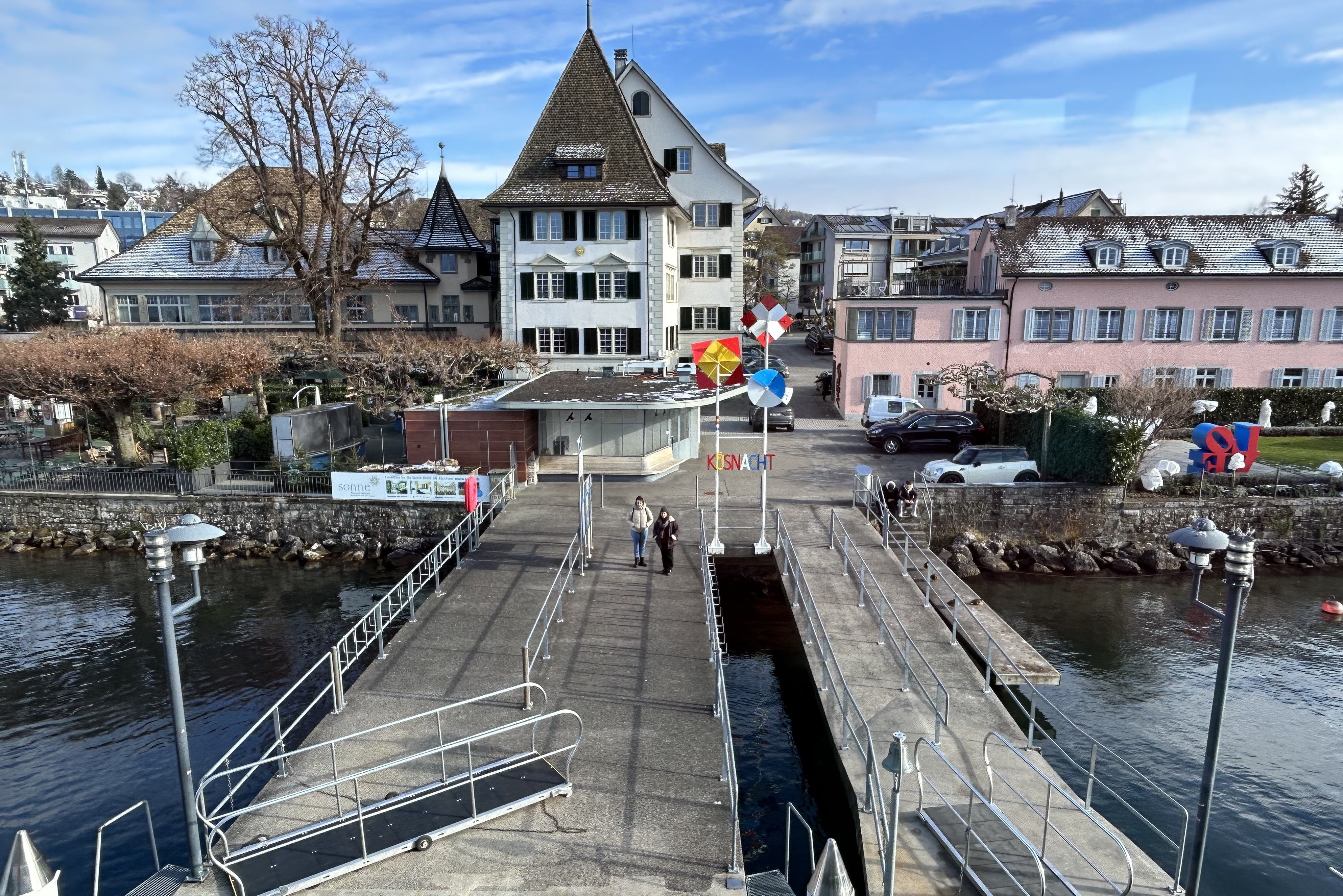
Hotel Sonne
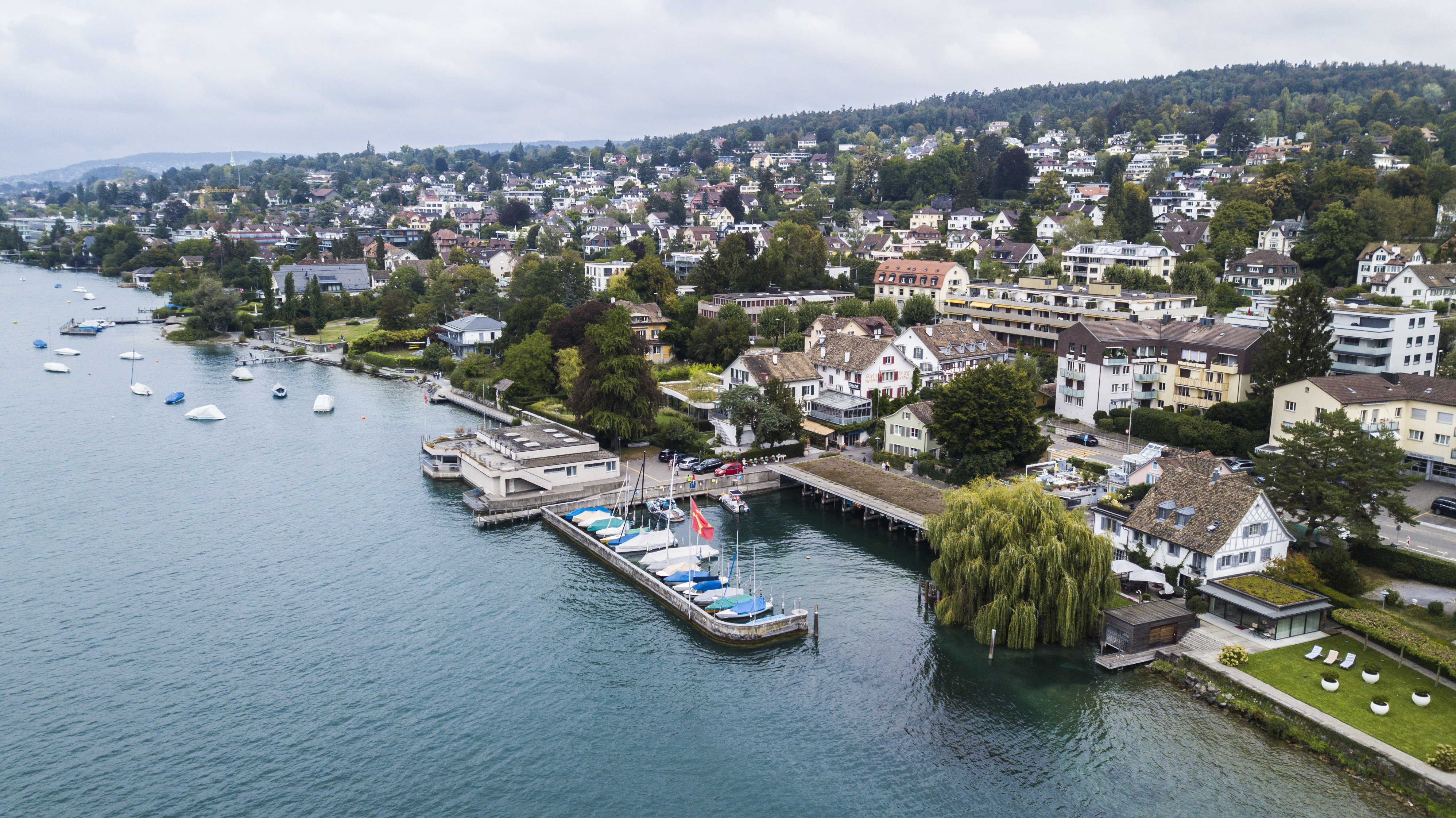
Garten Hotel Sonne; Steinburg; Fähnlibrunnen; Wohn- und Geschäftshaus Ernst Baumann; Ermitage
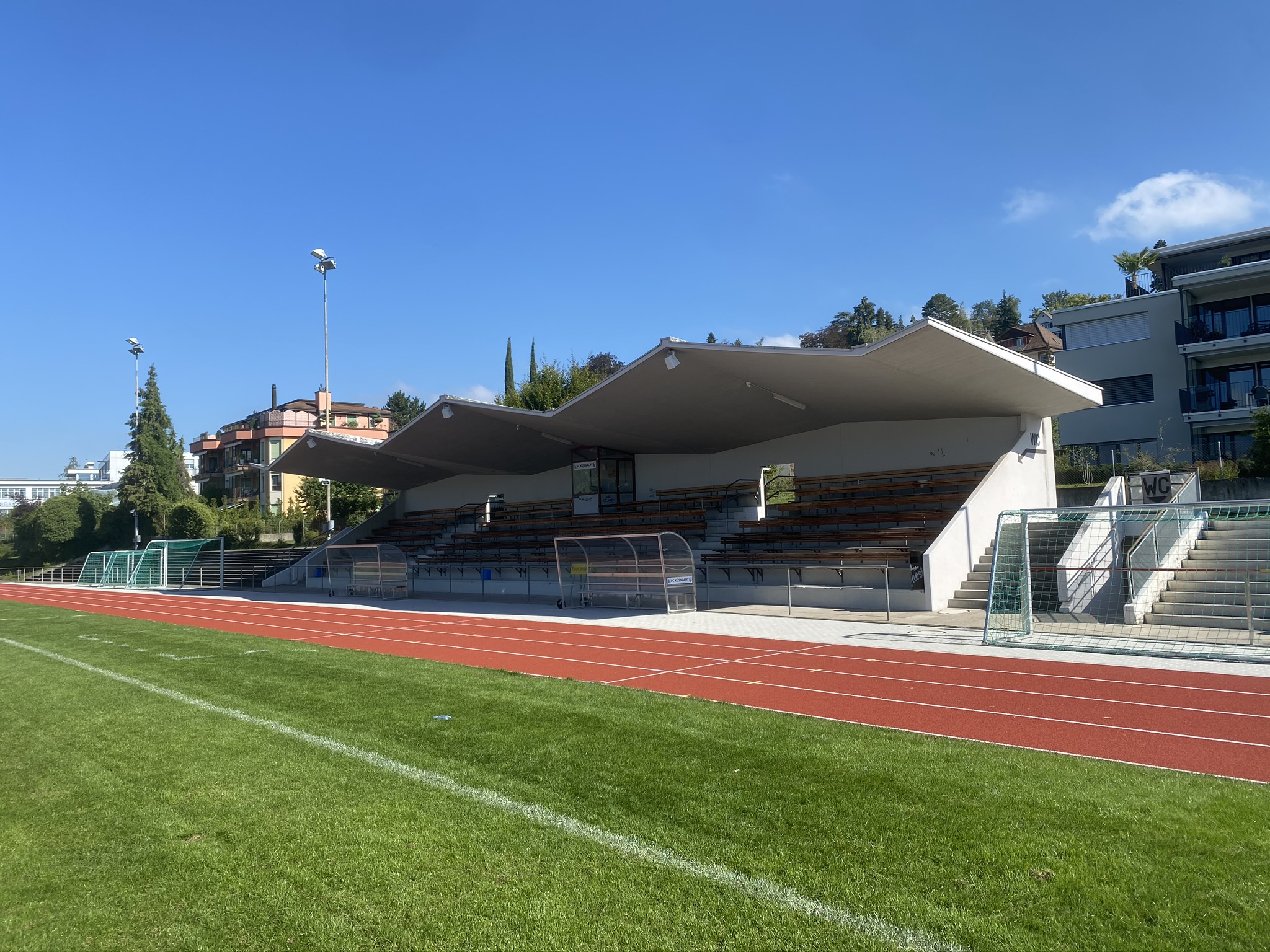
Sportanlage Heslibach (2020)

## Persönlichkeiten
Bekannte Einwohner waren bzw. sind unter anderem Fred Bauer, August Bebel, Bernard von Brentano, Elsa Burckhardt-Blum, Karl Dändliker, Urs Esposito, Rudolf Günthardt, Lux Guyer, Walter Haefner, Hermann Haller, Tina Hausmann, Isa Hesse-Rabinovitch, Hans Caspar Hirzel, Ursula Isler-Hungerbühler, Klaus Johann Jacobs, Bernd Jentzsch, Gwyneth Jones, Carl Gustav Jung, Judith Kerr, Gustav Knuth, Klaus Knuth, Meinrad Lienert, Erika Mann, Katia Mann, Thomas Mann, Almiro Stüdeli, Conrad Ferdinand Meyer, Horst Petermann, Hugo Pfister, Johann Jakob Reithard, Rudolf Ringger, Christian R. Schmidt, Beate Schnitter, Meinrad Schütter, Ludwig Snell, Ignaz Thomas Scherr, August Steiger, Gunta Stölzl, Tina Turner, Richard Weiss, Beat Werdmüller und Alexander Wettstein.
In Küsnacht geboren:
- Carl Abegg-Arter (1836–1912), Rohseidenhändler und Bankier
- Emil Abegg (1885–1962), Indologe
- Johann Jakob Abegg (1834–1912), Politiker und Unternehmer
- Severino Minelli (1909–1994), Fussballspieler
- Ernst Brunner (1929–2015), Klarinetten- und Saxophonspieler
- Maja Brunner (* 1951), Sängerin
- Bert Campbell (1918–2001), Musiker
- Albert Frey-Wyssling (1900–1988), Botaniker
- Konrad Hippenmeier (1880–1940), Stadtplaner
- Johannes Hubschmid (1916–1995), Romanist und Hochschullehrer
- Walter Kern (1898–1966), Künstler, Dichter, Kunstschriftsteller und Kunstkritiker
- Helene Labhardt (1887–1965), Malerin
- Rudolf Meyer (* 1943), Musiker
- Alice Rechsteiner (1896–1946), Frauenrechtlerin
- Johann Jakob Reithard (1805–1857), Dichter, Publizist und Pädagoge
- Ulrich Saxer (1931–2012), Medien- und Kommunikationswissenschaftler
- Konrad Schmid (1476–1531), Reformator
- Gustav Siber (1864–1927), Bildhauer